# El diario de un viaje a Lisboa
El diario de un viaje a Lisboa es la última obra escrita por Henry Fielding (1707-1754) cuando, enfermo y exhausto, acompañado por su segunda esposa Mary Daniel (Mary Fielding), una de sus hijas Eleanor Harriot, su amiga Margaret Collier y dos sirvientes, la camarera Isabella Ash y el lacayo William, se dirigía en el verano de 1754 a Lisboa a bordo del Queen of Portugal. Sometido a los caprichos del capitán y a los del tiempo, el barco, privado durante mucho tiempo del viento, se desplazó a lo largo del Támesis y luego a lo largo de la costa sur de Inglaterra, y solamente en las últimas páginas del libro se izaron las velas y comenzó el verdadero viaje. Así, en muchos sentidos, el El diario de Fielding trata más sobre las costas de Inglaterra que sobre la travesía del Golfo de Vizcaya y la llegada a Portugal. 
Esta corta colección toma la forma de una crónica diaria en la que las anécdotas de la vida cotidiana se mezclan con una serie de consideraciones políticas y morales sobre la sociedad y la humanidad en general. El tono es generalmente humorístico, pero hay un discreto estoicismo en la historia frente al sufrimiento soportado. También se tratan muchos temas relacionados con el derecho marítimo y, sobre todo, el último trabajo de Fielding como magistrado, profesión que acababa de dejar por la fuerza de las circunstancias. Unos pocos retratos nítidos, divertidos y a veces prejuiciosos de los isleños están dispersos a lo largo de la historia, pero como en las novelas, lo pintoresco está ausente de las descripciones, que, con raras excepciones, permanecen en el estilo del lenguaje poético obligatorio de finales del siglo XVIII y principios del mismo.
La ironía recorre la obra de página en página, dirigida contra ciertos personajes encontrados, pero sobre todo contra el narrador, más  paródico que francamente  satírico, siempre cómico. Se basa en varios relatos de viajes ingleses, pero esencialmente en las epopeyas de Homero y Virgilio, cuyos héroes, en diversos grados, representan al pasajero que sufre y que es arrojado sobre las olas en busca de una nueva patria.
El diario de esta travesía fue publicado póstumamente en enero de 1755, tres meses después de la muerte del autor e irónicamente diez meses antes del terremoto de Lisboa de 1755 que llevó a Voltaire a preocuparse por la Divina providencia.

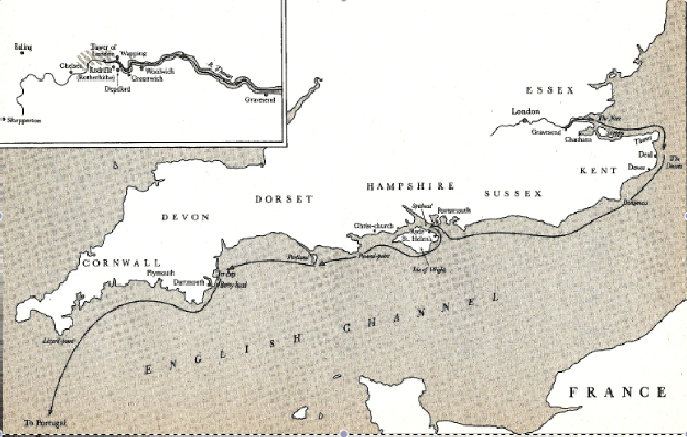
Itinerario de Henry Fielding en su viaje a Lisboa. En la ventana de la izquierda, el descenso por el Támesis.

## Circunstancias
Portugal ha sido durante mucho tiempo uno de los destinos favoritos de los ingleses, y muchos han relatado sus impresiones del viaje: por ejemplo, Richard Twiss navegó sin problemas durante cinco días desde Falmouth a Lisboa en 1772; Joseph Baretti hizo la travesía en una semana en 1760; y en 1787 William Beckford tardó nueve días en llegar a su destino. Fielding, por su parte, se tomó seis semanas, por lo que su Diario es más una crónica de Ryde, Torbay, Rotherhithe que de Lisboa. Su relato da la impresión de que una inteligencia superior se inclina hacia él, su esposa, el barco, su comandante, mientras que ocasionalmente ofrece destellos de esperanza que pronto se desvanecen. Cómicos chorros de esperanza aparecen cuando el «incansable tireless», se precipita en la cabina y clava al capitán y a sí mismo al suelo mientras intentan en vano tragar un tazón de sopa. En general, sin embargo, el tono sigue siendo solemne y sombrío sin ser morboso:

I could not help reflecting how often the greatest abilities lie wind-bound as it were in life; or if they venture out, and attempt to beat the seas, they struggle in vain against wind and tide, and if they have not sufficient prudence to put back, are most probably cast away on the rocks and quicksands, which are every day ready to devour them.
No pude dejar de reflexionar que en la vida las mayores habilidades a menudo, por así decirlo, están limitadas; o que si se aventuran mar adentro y tratan de dominar los mares, luchan en vano contra viento y marea, y si no se tiene la suficiente prudencia para bajar velas y retroceder, lo más probable es que sean arrojados a las rocas y arenas movedizas, que cada día están listas para devorarlos.

### Decisión y embarque

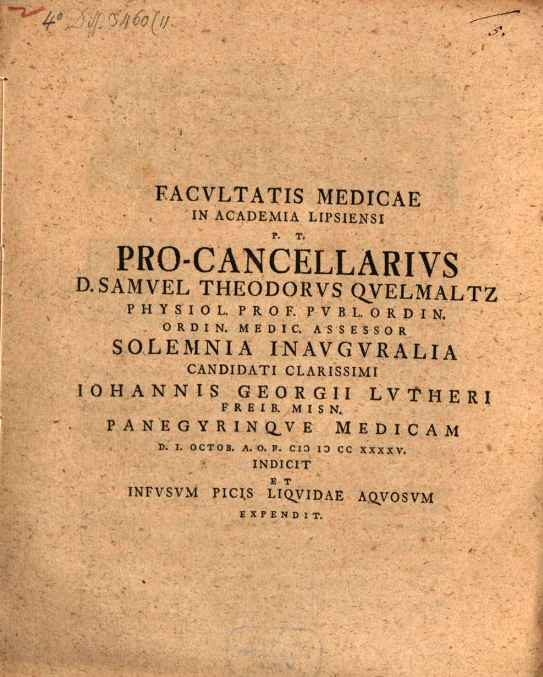
Tratado alemán del siglo XVIIII sobre sur el «agua de alquitrán».

En 1753, Henry Fielding, magistrado de Bow Street, encargado de los asuntos criminales de Westminster y Middlesex, fue carcomido por la enfermedad. Su gran cuerpo asmático estaba plagado de gota e hinchado de edemas hasta el punto de que los cirujanos tenían que pincharlo varias veces a la semana. Se había vuelto enorme, aunque demacrado, casi impotente, y solamente podía moverse con gran dificultad apoyado en muletas. Tomaba agua de alquitrán, seguía una dieta lechosa, pero nada le ayudaba. En su desesperación, sus médicos, John Ranby y especialmente un recién llegado, Joshua Ward, recomendaron un clima más cálido que el de Inglaterra y, tras algunas dudas, decidió emigrar al sur. Su primera elección fue Aix-en-Provence, pero la larga travesía de Francia parecía insuperable, demasiado agotadora y muy cara. Al final, era la ruta por mar la que parecía más adecuada para su condición, pero como no había ninguna ruta por mar entre Inglaterra y Marsella en ese momento, eligió finalmente Portugal como destino.
El 26 de junio de 1754, después de despedirse, Fielding abandonó su casa de Londres y tras dos horas de viaje accidentado, llegó al puerto de Rotherhithe, en el Támesis, al sur de la capital. Casi inmediatamente, fue izado con un montacargas a bordo del Queen of Portugal, recomendado por un vecino de su hermano John Fielding, un tal Peter Taylor. El velero estaba bajo las órdenes de un viejo oficial de unos setenta años, cuyo nombre no dio Fielding, conservando el anonimato de este lobo de mar que había conocido muchas aventuras que le revelaría en forma de confidencias durante la travesía. Era el comandante Richard Veal quien acababa de perder a su joven esposa y permanecía inconsolable. Su sensibilidad era tan grande que cuando uno de sus gatitos a bordo con él cayó al mar, a pesar de los esfuerzos realizados para recuperarlo, con la tripulación totalmente movilizada y el barco girando de lado a lado, lanza gritos desgarradores y redobló su tristeza. El gatito fue finalmente rescatado, pero Fielding no añade ningún otro comentario, simplemente yuxtaponiendo este amor exclusivo por una pequeña bestia con la completa falta de empatía que el oficial muestra hacia sus marineros.
La tripulación, sin embargo, al subir a cubierta al indefenso pasajero, se ríen abiertamente de él, mientras los espectadores miraban hacia otro lado: «En mi estado», escribió Fielding con resignada amargura, «tuve que enfrentarme (creo que uso la palabra adecuada) a filas de marineros y barqueros, pocos de los cuales me ahorraron el elogio de sus insultos y chistes sobre mi enfermedad». Nadie que me conozca podría haber pensado, ni por un momento, que estaba resentido con ellos, pero me demostraron con el ejemplo, la crueldad e inhumanidad de la naturaleza humana que he presenciado a menudo con preocupación y que hace que la mente se sienta incómoda y la lleva a albergar pensamientos melancólicos e inquietante». Fielding ya ha comenzado a registrar sus impresiones en un pequeño cuaderno, pero lo mantiene en secreto.

### Travesía
El barco estaba amarrado en el muelle, sin navegar, porque para hacer el viaje rentable, el capitán buscaba más pasajeros y más carga. Después de una larga espera, finalmente decidió navegar lentamente por el Támesis donde, poco después de la salida, se produjo una colisión con otros dos barcos. Como los daños no fueron graves y se repararon con suficiente rapidez, bastaron unos pocos días, y la ruta continuó con los vientos desesperadamente ligeros. El velero fue a la deriva en el río, ayudado por las mareas menguantes, y luego bordeó la costa hasta la isla de Wight y Cornualles sin poder girar hacia el océano. Hubo muchas paradas, lo que permitió a los pasajeros desembarcar en tierra, comer en las posadas y a veces pasar la noche. Fielding se quejó de la dureza de algunos de los propietarios, especialmente de una tal sra. Francis, con la que había ido a parar en Ryde y que servía platos espartanos y poco apetecibles a precios exorbitantes, pero la mayor parte del tiempo se vio obligado a permanecer a bordo, donde compartía su camarote con el capitán, cuyos ronquidos le impedían dormir: a su lado iba un pasajero propenso a marearse que gemía incesantemente. No se sentía bien y no podía soportar el oleaje cuando el barco finalmente zarpó hacia el Golfo de Vizcaya. Allí, el viento cae y de nuevo retiene a los pasajeros; la calma, que es tranquila, permite a Fielding reflexionar sobre el enfrentamiento entre el hombre y los elementos: al capitán que se llama a sí mismo «hechizado», le señala que su «poder absoluto a bordo solamente despierta la indiferencia del viento». También le dio la tripulación la oportunidad de capturar un tiburón que es una deliciosa adición a lo ordinario. Una tarde, casi al final del viaje, Fielding y sus seres queridos descansan en la cubierta cuando el sol se pone y la luna plateada sale. Un «momento mágico», escribe el viajero en uno de sus pocos comentarios evocadores, «suficiente para hacerte olvidar todo el sufrimiento que has soportado hasta ahora». El libro está, pues, lleno de anécdotas, pero, escribe Fielding, «algunas de las páginas más divertidas, si es que hay alguna, que merecen esta calificación fueron probablemente el resultado de las horas más desagradables que el autor ha soportado jamás».
El barco llegó a Lisboa el 7 de agosto; Fielding, al principio deslumbrado por su blancura —a distancia, «desde lejos»—, encuentra la ciudad que atraviesa en un descapotable «la más desagradable del mundo», sin la más mínima belleza, decrépita y sucia, con edificios que parecen amontonados unos sobre otros, como si todos parecieran tener un único cimiento. Inmediatamente, pero solamente en sus cartas, siente nostalgia de Inglaterra, escribiendo con emoción a su hermano John que sueña con un ramo de nabos, acompañado de buenos quesos Cheshire y Stilton. Los precios, explica a su editor, son tres veces más altos que en Inglaterra. En la misma carta, anuncia que casi ha terminado la historia de su viaje y que es el mejor de todos sus libros. Dos meses más tarde, el 8 de octubre de 1754, estaba muerto.

## Texto, publicación y acogida
Las dos ediciones publicadas en 1755 difieren en muchos aspectos, y según Martin C. Battestin, ninguna de ellas presenta el original en su totalidad. El original probablemente se deja, en un estado indefinido, en manos de un amanuense, quizás William Aldrit, el criado que acompañó a la pareja a Lisboa y cuyo trabajo como secretario fue revelado más tarde.

### Texto
Así, durante la primera impresión, conocida como «La Versión Francis», hecha por William Straham, hubo que hacer algunos retoques, quizás por el hermano del autor, John Fielding, sugiere Tom Keymer, anotador de la edición Penguin Books. El mismo John se embarcó entonces en una revisión más ambiciosa con múltiples recortes, y es probablemente esta versión, apodada The Humphry's Version, la que apareció en diciembre de 1755, a pesar de que el desastre con el terremoto que golpeó a Lisboa el 1 de noviembre pareció ser un regalo del cielo para el editor Andrew Millar, ya que cualquier publicación relacionada con la capital portuguesa despertaba en ese momento la curiosidad del público y multiplica las ventas.
La primera versión sigue siendo preferible, escribe Tom Keymer, porque no altera ni aburre el texto, conservando en particular su sátira y su humor. La diferencia radica principalmente en el retrato sin nombre del comandante Richard Veal, para quien, a pesar de algunas advertencias, se hizo amigo durante las seis semanas de la travesía antes de exasperarse en Lisboa. Por ejemplo, el párrafo que lo describe está, en la segunda versión, despojado de todos los detalles pintorescos sobre su vestimenta, adornos y apariencia engreída, de su pretensión de ser un caballero, que Fielding socava en una o dos frases mostrando su comportamiento. Por otra parte, se conservan las referencias a su valentía, aunque reducidas a unas pocas palabras, pero se omiten las referencias a su edad (setenta), sordera y voz atronadora. Una única frase ha sustituido a cinco, y todo el El diario, que es educado y cortés, también está desprovisto de toda aspereza, al igual que en todo el El diario la agudeza y el ardor de Fielding, entero, pulido y respetuoso, era, según Tom Keymer, «como estar cubierto de cenizas».
La edición Penguin, edición de referencia, se basa en la versión Francis; los cambios han sido mínimos, incluso se han mantenido las variantes ortográficas. Por otra parte, se han rectificado los errores tipográficos, se han añadido algunas mayúsculas, se han insertado comillas; se han restaurado algunas fechas erróneas de mediados de julio de acuerdo con la cronología: de hecho, el 14 de julio se anota como el 19 y la última fecha mencionada es el lunes 22, después de lo cual solamente se indican los días de la semana, hasta el final del viaje, el miércoles 7 de agosto de 1754.

### Publicación

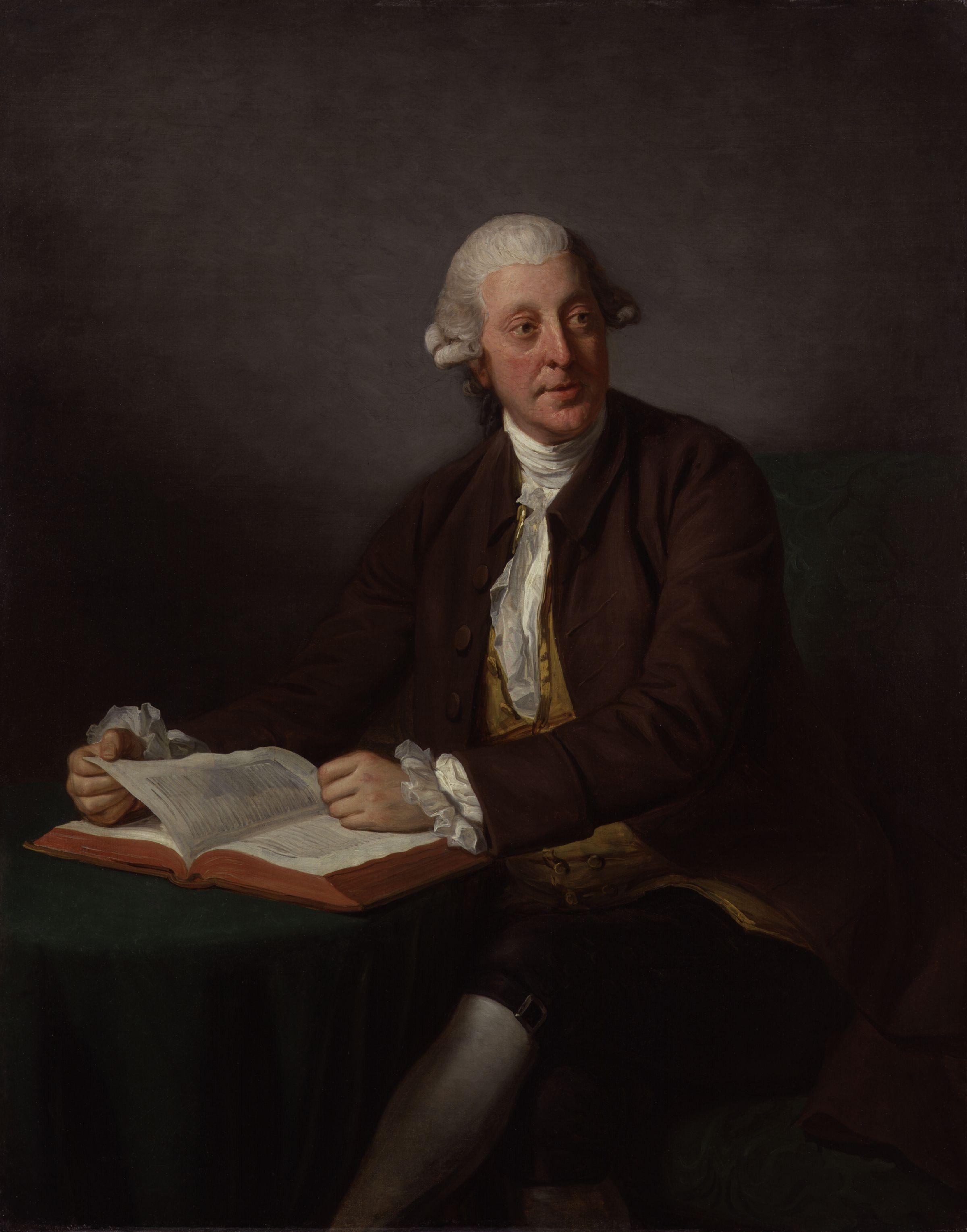
Arthur Murphy, por Nathaniel Dance.

El diario de Fielding se publicó por primera vez en una versión muy notable, publicada en beneficio de su familia, pero mucho más corta que la elegida por Arthur Murphy —que sirve de referencia para este artículo—, con los pasajes omitidos que se refieren principalmente a sus reflexiones sobre el capitán del barco. Sin embargo, hay otra edición anterior que los contiene. Este problema de edición, que se expone en la introducción no firmada del texto del Proyecto Gutenberg, merece una aclaración. Para una explicación, el autor se refiere al análisis del "Sr. Dobson", quien también editó una edición separada del libro. Arthur Dodson escribe que la primera publicación, iniciada por John, el hermanastro de Fielding con quien había trabajado extensamente, y confiada al editor habitual Andrew Millar, contiene otro texto —una pieza complementaria—, conocido como Fragmento sobre Bolingbroke (título completo: Fragment of a Comment on Lord Bolingbroke's Essays), tomado de una respuesta de Fielding a Lord Bolingbroke. El lanzamiento del conjunto está cuidadosamente preparado por una serie de anuncios dejados en el Public Advertiser, primero la mención del jueves 6 de febrero de 1755, y luego las precisiones habituales del editor: «El martes 25 se publicará en un volumen duodécimo, precio 3s., encuadernado, en beneficio de su esposa e hijos, Diario de un viaje a Lisboa. Por el difunto Henry Fielding, Esq. Al cual se adjunta el fragmento de su respuesta a Lord Bolingbroke, a la venta en Andrew Millar's en Strand»". El libro fue anunciado regularmente hasta el martes 25, cuando el texto del encarte fue cambiado a «Hoy aparece...».

### Acogida

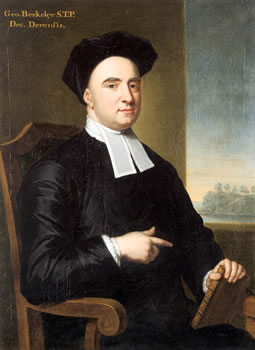
George Berkeley de John Smibert.

Los primeros lectores ya sabían que la pluma de Fielding se había detenido para siempre. En los meses anteriores a la publicación, se habían multiplicado los avisos fúnebres y los homenajes en la prensa, especialmente en el Public Advertiser y en el Whitehall Journal, que habían preparado al público para «una obra iniciada en el sufrimiento y terminada casi al mismo tiempo que la vida misma». Sin embargo, la revista Whitehall cuestionó abiertamente si el deterioro de la salud del autor, en particular el grave daño sufrido por su hígado, entre otras dolencias, no habría alterado su ser más profundo, lo que implicaba sus facultades creativas.
Muchos lectores contemporáneos, en efecto, se sintieron ofuscados por el hecho de que un gran escritor, ante la muerte, se preocupara por los pequeños detalles de la vida cotidiana y utilizara su talento para describir personajes insignificantes de encuentros, meros pasajeros anónimos a bordo de un barco que había zarpado hacia Portugal. Sin duda, señala André Darlington, habían olvidado que sus novelas se diferenciaban de las de sus predecesores o contemporáneos precisamente porque se apartaban del modelo tradicional para tratar hechos e incidentes aparentemente sin importancia, pero que estaban todos conectados con el esquema general de las cosas y, a través de su acumulación, participaban de su sustancia, anclándola en la historia, la topografía y la vida cotidiana. Además, el El diario de la travesía tenía por objeto poner de relieve las leyes sobre el transporte de pasajeros que se consideraban obsoletas y formulaba propuestas para mejorarlas. Es un hecho, sin embargo, que en los meses que siguieron a Amelia, con la excepción de las feroces batallas libradas con The Covent-Garden Journal, Fielding se preocupó más por el agua de alquitrán, como recomendó, por ejemplo, el irlandés George Berkeley en Siris, o el «polvo del Duque de Portland» (o polvo de la Mirandole), que el Journal da una imagen del autor que lucha sobre todo contra la falta de salud, el confinamiento, la inmovilización, la impotencia física, las ansiedades íntimamente entrelazadas con una visión político-social siempre aguda e innovadora. Sobre este tema, Monika Aliker Rabb pudo decir que la obra nació del antagonismo que existe entre la «responsabilidad pública y privada».
Por otro lado, la mezcla de lo serio y lo ridículo, lo serio y lo cómico, desconcertó a muchos lectores. Thomas Edwards, un poeta erudito, dijo que estaba «sorprendido de que un hombre con tal vida perdiera el tiempo bromeando así cuando estaba muriendo lentamente». Arthur Murphy lamentó que este último trabajo «nos coloca en el marco mental de un preso del corredor de la muerte bromeando en el andamio».
De hecho, Fielding fue plenamente consciente de que estaba viviendo sus últimos meses; en esta vena cómica que adoptó, se produjo un diálogo con el sufrimiento y la muerte. Laurence Sterne pronto escribiría Tristram Shandy, sobre el cual diría que «cada palabra fue escrita con dolor e inquietud de espíritu», recordando también que Miguel de Cervantes había escrito «su sátira humorística» en prisión y Paul Scarron «su en angustia y sufrimiento», Así, Fielding se encontraba «confinado dentro de un círculo de unos pocos metros», y lejos de desviar su atención de sus dolencias, echa una mirada muy lúcida a la progresiva descomposición de su cuerpo.

## Orden del libro
El libro comienza con una dedicatoria sin firmar para el público, de unas seis páginas, presumiblemente de Arthur Murphy, que se refiere al autor en tercera persona.

### Dedicatoria al público
Desde el principio se solicita la indulgencia de los lectores con el pretexto de que «una lámpara casi apagada no emite una luz tan franca y uniforme como cuando brilla con todo su vigor». El énfasis está en el cuerpo demacrado e hinchado de Fielding, su mano temblorosa, la falta de fuerza vital de la que «este pequeño trabajo» lleva el rastro. Otra excusa presentada es la justificación de las numerosas referencias a las conversaciones de los viajeros: al menos dan una impresión auténtica de las personas y las cosas, con costumbres que difieren de un lugar a otro, mucho más agradables e instructivas de experimentar que las colinas, valles y ríos que se desplazan. Luego viene el cumplido: el arte de la comunicación, lejos de ser compartido por todos los viajeros, pero que el autor todavía posee en el más alto grado, sabiendo embellecer su estilo con adornos apropiados, no sin parecido a Homero y Fenelón que, en la Odisea y en Las aventuras de Telémaco, mostraron el camino, aunque con menos rigor que Heródoto, Tucídides y Xenofonte. Por ello, las críticas al libro solamente pueden provenir de personas «inconscientes e ignorantes, que nunca han viajado en libros o en un barco»", Además, los incidentes banales de la vida cotidiana en el muelle o a bordo no se entregan al público por su aspecto pintoresco o documental, sino porque traen a su paso observaciones y reflexiones destinadas a instruir así como a informar. El hecho de que la mayoría de las veces sean narradas «en un tono juguetón y risueño» («un aire de broma y risa») no requiere más censura que las Sátiras de Horacio. Sin embargo, a un lector recalcitrante le resultaría difícil recordar que la historia sigue siendo útil para el público, ya que no es un invento sino una realidad, con consideraciones políticas, especialmente sobre las leyes relativas a los asuntos marítimos, «una empresa más modesta pero más accesible que la reforma de todo un pueblo».

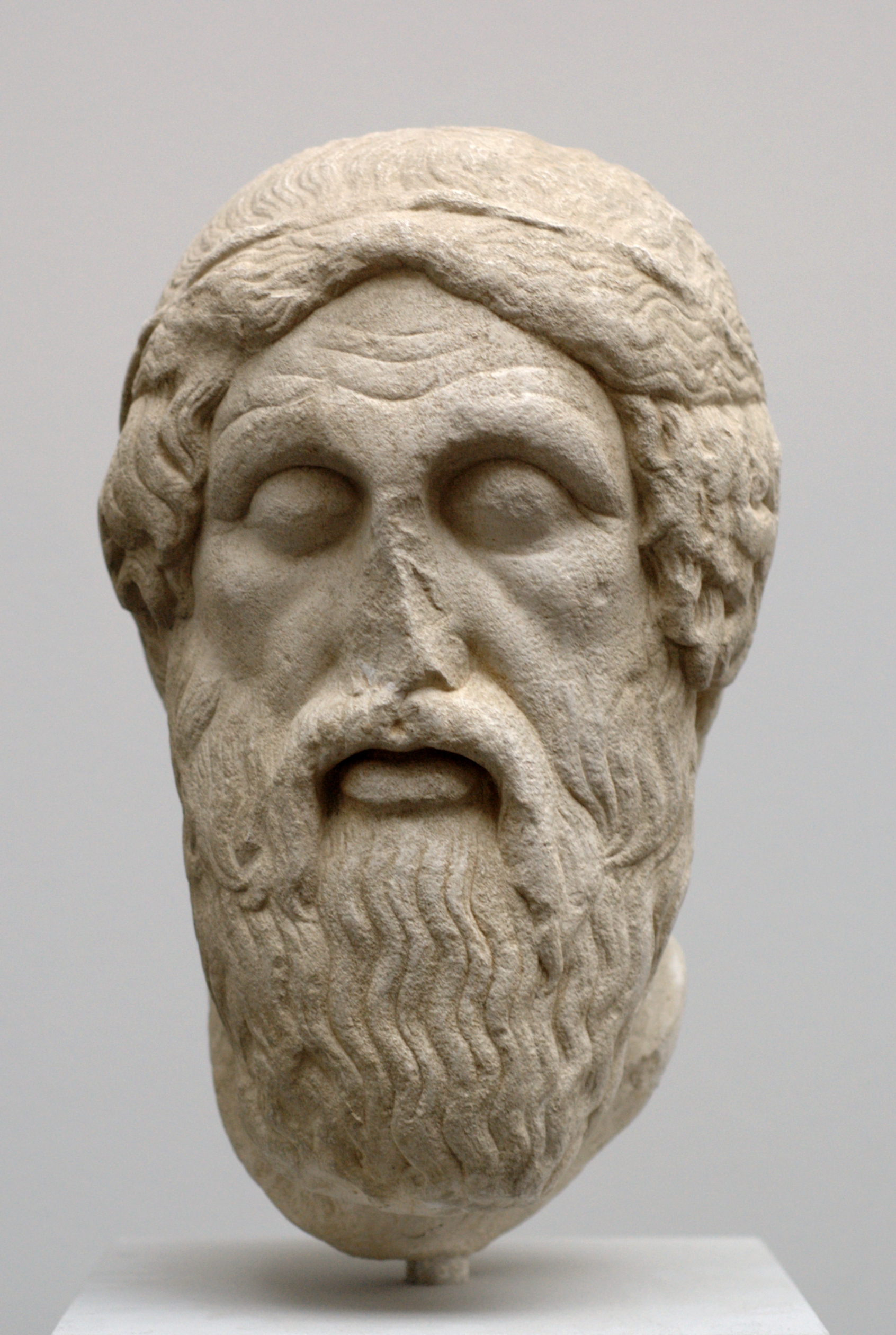
Retrato de Homero «tipo Epiménides», según la copia romana de un original griego del siglo V a.C., conservada en la Gliptoteca de Múnich (Inv. 273).
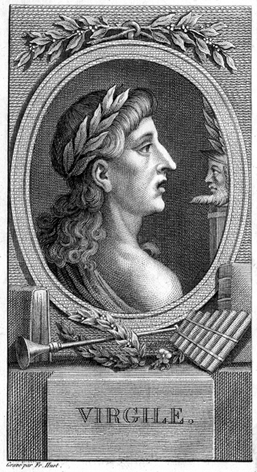
Posible retrato de Virgilio, grabado de F. Huot en la edición de Oeuvres de Virgile por el Abbé Des Fontaines (París, Billois, 1802).
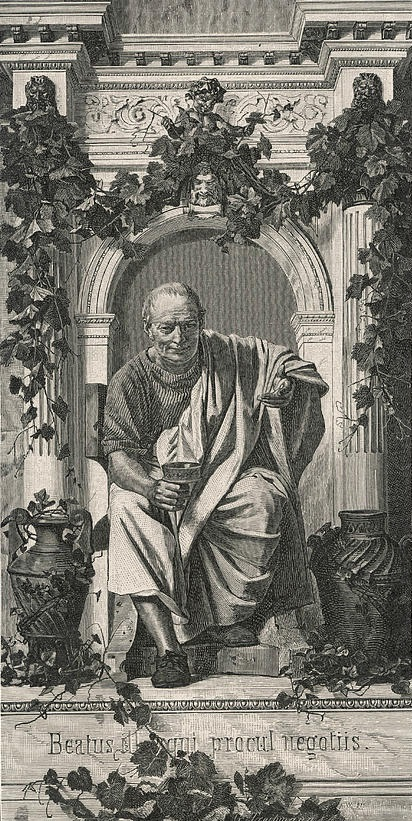
Retrato imaginario de Horacio en un grabado por Anton von Werner (1843–1915).
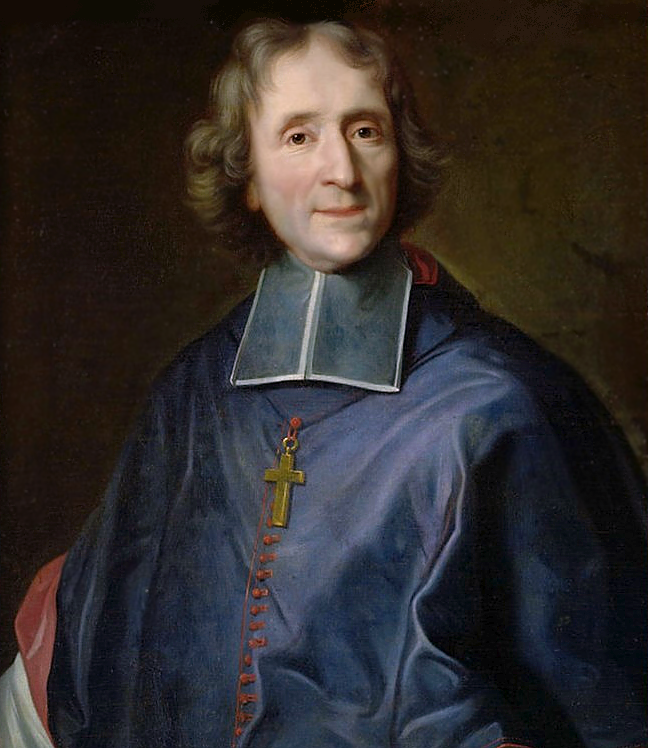
Retrato de Fénelon por Joseph Vivien.

### Prefacio
Es difícil desenredar la seriedad de la broma, ya que Fielding infunde en su discurso notaciones o alusiones que parecen socavarlo a medida que se desarrolla. El proceso, analizado a continuación, es complejo y sutil, y muy erudito, como explica ampliamente Tom Keymer en las notas de la edición de Penguin. En cualquier caso, bastante largo, seis páginas en la edición de referencia, este prefacio no está exento de semejanza con el de Joseph Andrews, porque pretende ser didáctico. Se trata esencialmente de la literatura de viajes, sus métodos y resultados. Aboga por un excelente conocimiento del tema, una cierta ligereza de tono y un estilo cuidadoso. El viajero que confía su historia al público debe tener talento, un don que la naturaleza distribuye con moderación.
Se destacan algunos ejemplos, Gilbert Burnet (1643-1715) y sus escritos sobre su viaje a Suiza e Italia (1687), Joseph Addison (1672-1719) por sus descripciones de las provincias italianas (1705); otros son rechazados con aburrimiento, Zachary Grey (1688-1766) en particular, demasiado detallados, demasiado redundantes en su edición de las Hudibras de Samuel Butler (1744). A esto le sigue un extenso ensayo sobre los respectivos méritos de Homero y Fénelon, cuyas epopeyas son a la narrativa de viajes lo que la novela es a la historia, a diferencia de las obras de los grandes historiadores griegos. A continuación se discuten los respectivos méritos de Plinio el Viejo —aquí criticado por los aspectos fantásticos de ciertas partes de su Historia natural—, Saludo, de Tito Livio —aunque tiende a embellecer con su propia elocuencia los hechos relatados—, el inglés Lord Anson por su relato del viaje que hizo alrededor del mundo (1748), cuyo prefacio afirma ser totalmente fiel a la realidad vivida, y finalmente Horacio. También recuerda a su propia Shamela, cuyas cartas firmadas por Yourself y John Puff imitan burlonamente los pomposos preliminares de Pamela o la virtud recompensada de Samuel Richardson. Del mismo autor, se burla del prefacio de Clarissa, una novela que, sin embargo, admiraba; pero Richardson habiendo criticado a su Amelia, y Fielding cuando se enteró, fue menos indulgente aquí.
El conjunto termina con una profesión de fe que afirma que el propósito principal del libro es servir de vehículo para una reforma de la legislación marítima.

### Introducción
Aunque es parte integral de la historia, se centra en los dos años anteriores al viaje a Lisboa, siendo la primera fecha mencionada agosto de 1753. Los comentarios son principalmente médicos: las medicinas prescritas para la gota, una cura en Bath recomendada por Randy, el primer cirujano del rey.
Quedan algunas tareas por realizar, planes por elaborar para poner fin a los asesinatos y robos que se cometen diariamente en la vía pública: varias páginas detalladas escritas en cuatro días. Con la aprobación de las autoridades, en particular de Thomas Pelham-Holles duque de Newcastle, miembro del Consejo Privado, Fielding recibió 600 libras y se dispuso inmediatamente, a pesar de su extrema fatiga, a «demoler las bandas en acción y actuar de tal manera que tales asociaciones no pudieran en el futuro reformar, o al menos intimidar al público». El éxito de su acción es tal que Fielding evoca «la palabra VANITY», que podría llegar a los labios del lector, pero nos recuerda inmediatamente los pobres emolumentos que recibe por trabajar «dieciséis horas al día en un universo de lo más malsano y nauseabundo que ha corrompido, tal como está, una robusta constitución por falta de integridad moral». Su reflexión insiste en este aspecto financiero: recuerda que recibía una pensión anual del gobierno, insuficiente a sus ojos para el trabajo realizado, lo que le llevó a dimitir y a confiar sus responsabilidades a su hermano que durante mucho tiempo había sido su ayudante. Luego cierra este capítulo de su vida y proclama que trató, al parecer en vano, de salvar a su familia de la necesidad. Sacrificándose por el servicio público, sí, pero no con patriotismo espartano o romano, pues «declaro solemnemente que tengo este amor por mi familia».
Luego viene la declaración de intención literaria: los hechos relatados son simplemente como eran, para que el mundo pueda sacar las conclusiones que desee de ellos. Únicamente entonces se vuelve a cuestionar su salud en los meses anteriores a su partida. En adelante, es Joshua Ward quien lo toma en sus manos: una primera punción en el abdomen le libera de catorce cuartos de líquido, es decir cerca de dieciséis litros; los medicamentos diuréticos no tienen ningún efecto sobre él; una nueva punción que le libera de trece cuartos de líquido y sobre todo una dosis de láudano que lo sumerge en «el más delicioso estado de ánimo, y luego en un sueño muy reconfortante».
En mayo (1754) Fielding decidió mudarse a una pequeña casa que alquiló en Ealing en el campo de Middlesex, «el mejor aire, creo que conozco, en todo el reino, ... más alto y orientado al sur, protegido del beso de las colinas y de los olores y el humo de Londres por la distancia». El sol no está con nosotros, solamente tres días y «como la fruta que ha madurado en la sombra sin ganar en madurez», su enfermedad, lejos de perder terreno, progresó lentamente, de modo que la perspectiva de un invierno temprano antes de que pudiera recuperar sus fuerzas comenzó a molestarle. Una aclaración muy temporal de esta observación, la esperanza de que el agua de alquitrán descrita por el Obispo]de Berkeley en Nouvelles réflexions sur l'eau de goudron, publicada en 1752, y una mención por parte de Female Quixote de Charlotte Lennox en sus memorias, podría poner fin a su tormento. Nada ayudó: la idea de trasladarse a climas más suaves le viene a la mente, pues ya se había presentado allí, y muy pronto, descartada Aix-en-Provence, el viaje por río y mar se retrasa a la salida de Gravesend en Kent. «El barco echa el ancla en tres días», dice John Fielding, el hermano que asumió las responsabilidades legales y organizó el viaje. Así que la prisa prevaleció entre los Fielding; de hecho, como se ha señalado anteriormente, las demoras serían mucho más largas, ya que el oficial al mando pospuso su partida por lo menos dos veces.

### El diario mismo
Está fechado y comienza el miércoles 26 de junio de 1754, en la puerta de la casa de los Fielding.

#### Diseño de texto
Casi todos los días hay una entrada, unos pocos domingos están exceptuados. La última entrada es la del 7 de agosto de 1755, en la bahía de Lisboa, una ciudad construida como Roma en siete colinas. Fielding admira las hileras de casas pintadas con cal, pero se apresura a poner fin a este principio de descripción, desterrando todo lo pintoresco según un principio evocado a menudo en los capítulos introductorios de sus novelas, especialmente Joseph Andrews y Tom Jones. El diario termina con dos citas latinas, la primera prestada de la Eneida y la segunda de Horacio: Egressi optata Troes potiuntur arena («Los troyanos desembarcan y llegan a la tan esperada orilla»), y -hic Finis chartæque viaque — «aquí termina, 'alegremente' la historia del viaje», escribe irónicamente Fielding—. De hecho, las formalidades administrativas lo mantienen a bordo hasta las 7 p. m. y la comida servida en un café de la ladera, si es excelente, cuesta tanto como «el camino a Bath entre Newbury y Londres».

#### Anécdotas de la vida cotidiana

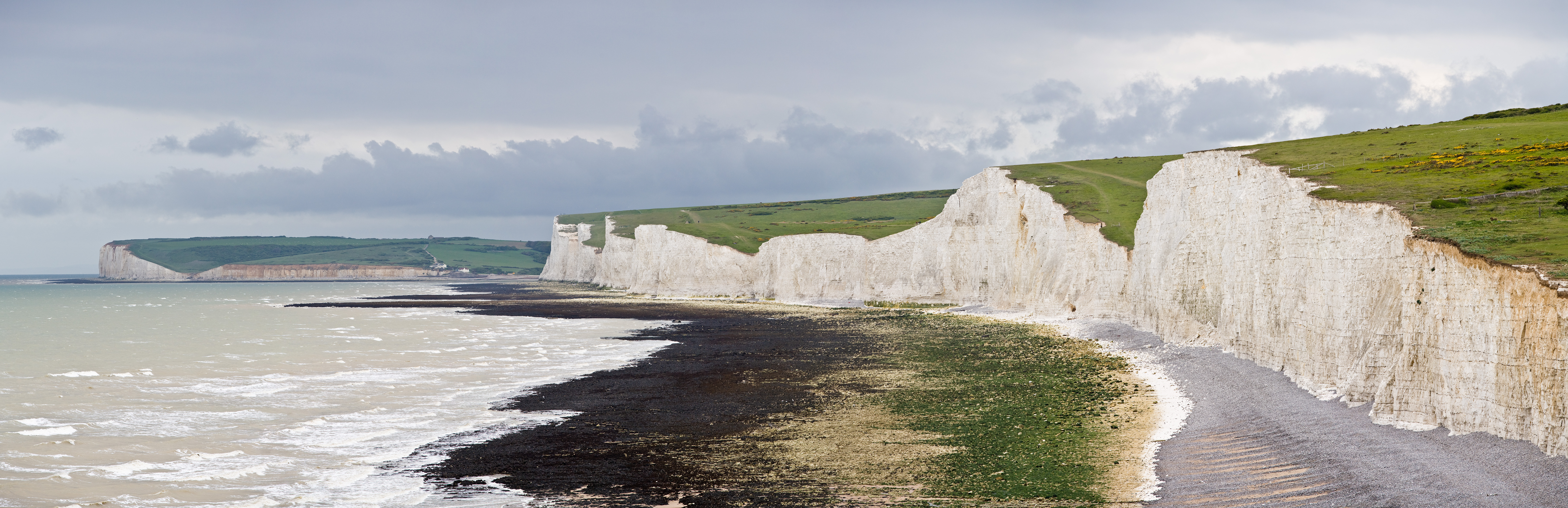
Seven Sisters en la costa suroeste de Sussex.

Las entradas intermedias varían mucho en duración: por ejemplo, la entrada del viernes 28 de junio, apenas la mitad de una página, indica que acaba de llegar a bordo —el buque todavía no ha zarpado— el doctor Hunter punciona al paciente los diez cuartos de agua y una breve conversación con el capitán durante el cual Fielding expresa su indiferencia por la hora de salida, que se prolonga; como resultado de lo cual se expresa una gran satisfacción por ambas partes. Básicamente, el pasajero confía en este oficial, sobre todo porque ese día, sin esperanzas de llevar a otros pasajeros o mercancías, finalmente se da la orden de iniciar el descenso del Támesis hacia Gravesend. Por otro lado, la siguiente entrada, data del domingo 30 de junio, cubre ocho páginas y está llena de anécdotas y pensamientos: dolor de muelas de la Sra. Fielding, llamado a un cirujano experto de Wapping; el bote a la deriva con el flujo de la marea, la dama se niega a seguirlo desde la orilla, mientras que el ayuda de cámara enviado a tierra tiene todos los problemas del mundo para recuperar el borde, porque la brisa infla las velas y nosotros giramos a 8 nudos. Además de algunos comentarios amargos sobre la ingratitud humana, el comandante, después de todo, le había dicho a todos su intención de ganar los South Downs de Kent. A vela forzada, a pesar de que Fielding le había hablado de su paciencia el día anterior, es una oportunidad para que el viajero describa las aproximaciones a la costa vistas desde la cubierta o de su camarote.

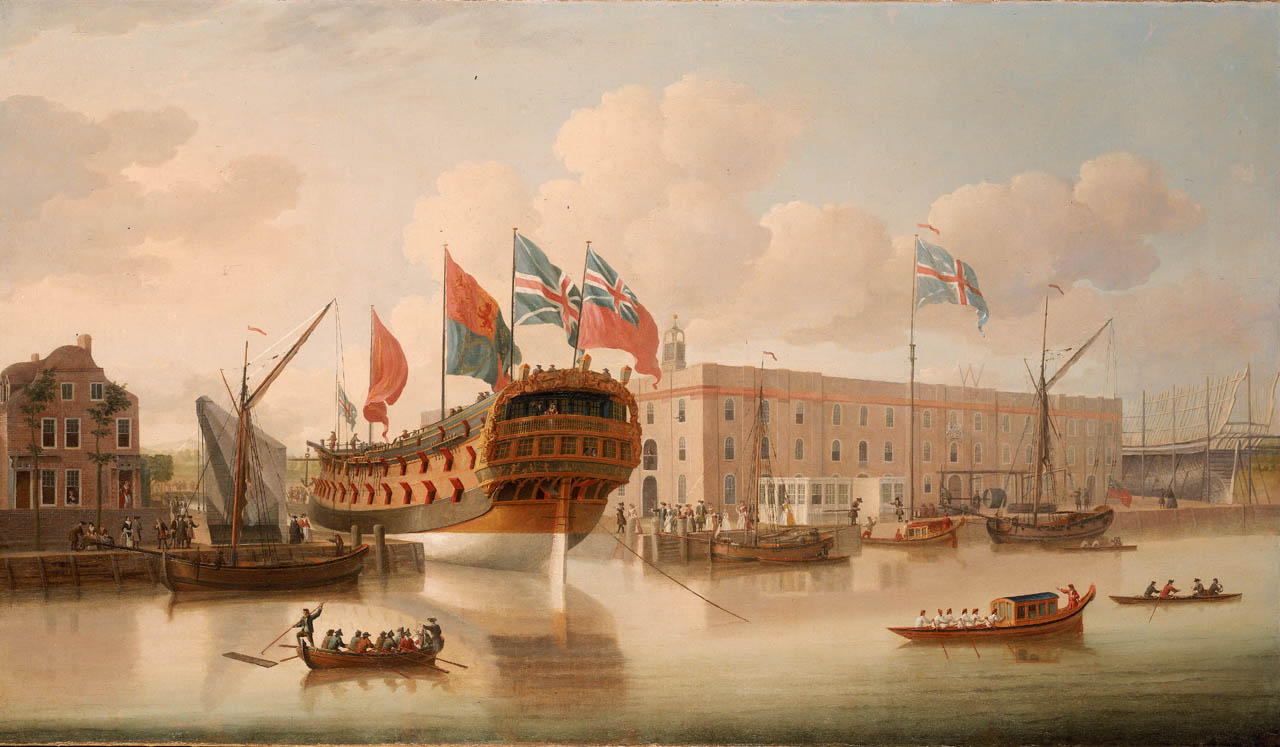
Botadura del transatlántico de 4.º rango, St Albans, en el astillero de Deptford en 1747 por John Cleveley the Elder.

Estas descripciones, bastante raras en realidad, no son pintorescas, una noción casi desterrada de la literatura de la primera mitad del siglo XVIII. Los términos siguen siendo generales y estereotipados, derivados de la antigua dicción poética («lenguaje poético») encontrada en John Dryd en (1631-1700) en el siglo anterior o James Thomson (1700-1748), un contemporáneo de Fielding. Se utilizan adjetivos neutros, justos y brillantes para describir el clima («bello, soleado»), agradable y noble para el astillero naval de Deptford («agradable, imponente»).

#### La descomposición del cuerpo
Mucho más preciso es el vocabulario relativo a la enfermedad de Fielding, ya que su Diario da una mirada directa a la «descomposición» de su cuerpo: los destellos de salud son raros, y la obra se lee como la de un moribundo lúcido, esperando «vivir para rematarlo, lo cual es dudoso y para lo cual tengo pocas esperanzas, la última, en todo caso, que emprenderé». En efecto, el mal se agrava a medida que se desarrolla El diario, la ictericia, el asma, el edema parecen unir sus fuerzas destructivas para asediar este enorme y sin embargo demacrado cuerpo, privado de toda fuerza muscular, que sin duda sufre de cirrosis hepática unida a un cáncer de peritoneo. En una frase concisa, Fielding resume la situación: «Ahora, según todos los indicios, me estaba muriendo por una combinación de afecciones».

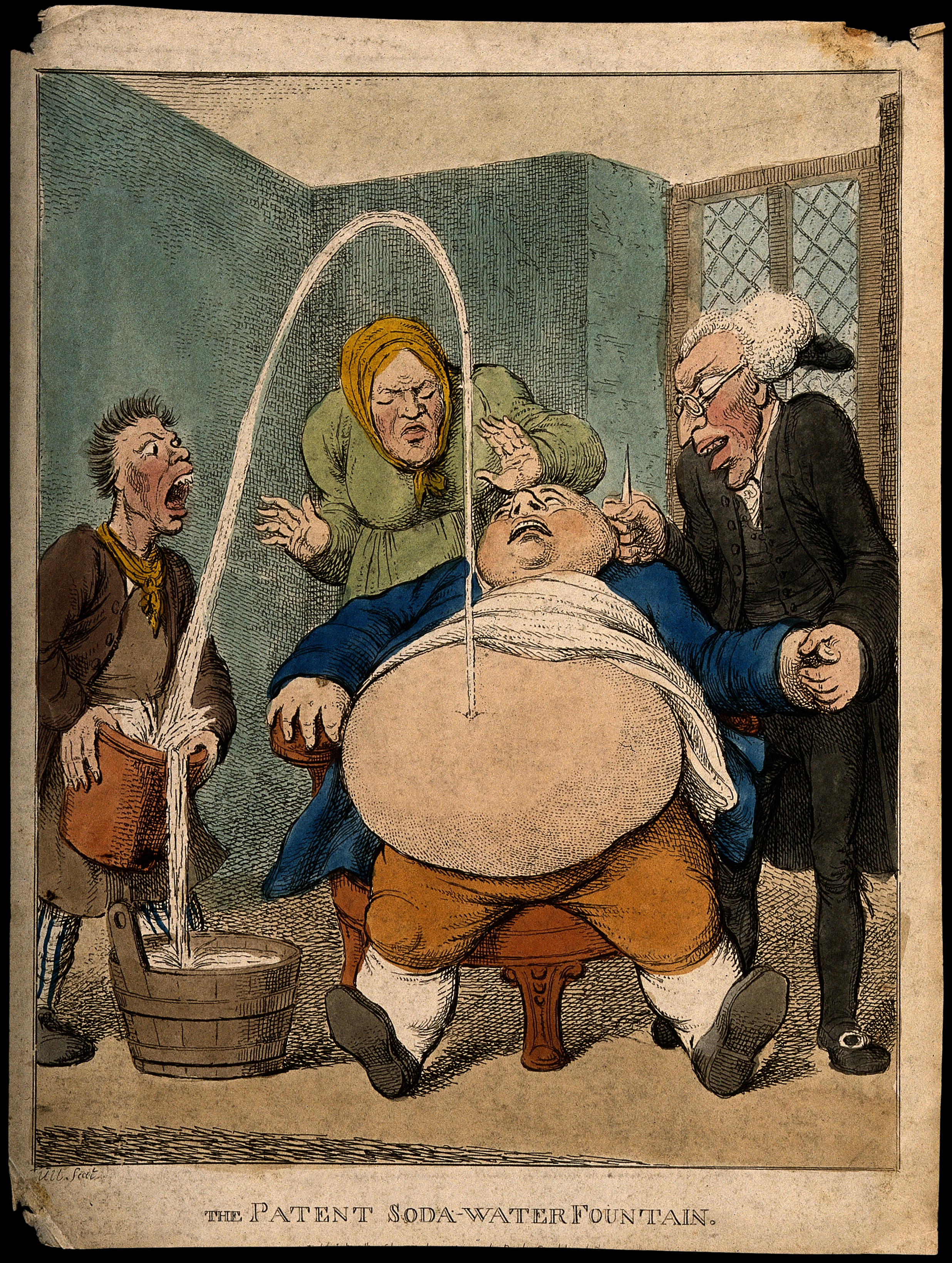
Representación humorística de una paracentesis, abdominal en un paciente que es probable que tenga una severa ascitis complicando la etapa final con cirrosis hepática, como a Henry Fielding.

Así, la enfermedad acecha en todo el libro, similar a nivel individual a la lenta descomposición universal reportada por Daniel Defoe en su Journal of the Plague Years, con la misma preocupación estadística, la misma precisión contable. La muerte se cierne en cada vuelta de la página, «muerte por fatiga», «peso muerto», «cuerpo en descomposición». La franqueza aquí es tanto más sorprendente cuanto que Fielding maldijo en secreto a su casera en Ryde durante su paso a la isla de Wight, por haberle deseado sin tacto una mejor salud mientras escondía un espejo para que no pudiera contemplar su decadencia física. Todo sucede como si el acto de escribir finalmente permitiera al autor enfrentarse a la sórdida realidad, una confrontación imposible en la vida real.
Este cuerpo caído evoluciona así en un mundo fundamentalmente hostil, presa también de la descomposición y el sufrimiento, un esquema que Fielding trata de rozar con una meticulosidad obsesiva, todas las desgracias que lo rodean parecen venir de él mismo. El tono es «solemnemente urbano», escribe Tom Keemer, pero con protuberancias cómicas sobre las pequeñas perturbaciones y frustraciones diarias, como cuando la necesidad de un pinchazo urgente se duplica como un eco del dolor de muelas de su esposa. No parece que se encuentre ni el cirujano ni el sacamuelas, el barco levanta el ancla en el momento equivocado; la escena se repite desde Rotherhithe a Deal, a la que se añade el mar que de repente se vuelve áspero y literalmente le arranca las tripas («me sacó las tripas del vientre»). Entonces sus propios dientes se niegan a morder una porción de pato tan pequeña como seca; en resumen, todo sale mal. Sin embargo, en este ajetreo de sufrimiento se produce un cierto alivio: un gato de la orilla cae al mar y el contramaestre se zambulle para recuperarlo, lo que permite a Fielding añadir un apartado sobre el comandante. Hay muchas analogías que lo llevan de vuelta a su propia mortalidad: la muerte del ministro (Henry Pelham), la pérdida de un diente, los elementos que perturban toda la creación, una fruta demasiado dura, e incluso el paso de las estaciones, todo se reúne y se concentra para volver como una cabeza de rayo para alojarse en su sufrimiento. Cada lucha es un eco personal y, como observador impotente de la descomposición universal de la que forma parte la suya, alinea el resignado «yo vi», en frases paralelas que se recogen cada vez más:

I saw the summer mouldering away, or rather, indeed, the year passing away without intending to bring on any summer at all. In the whole month of May the sun scarce appeared three times. So that the early fruits came to the fullness of their growth, and to some appearance of ripeness, without acquiring any real maturity; having wanted the heat of the sun to soften and meliorate their juices. I saw the dropsy gaining rather than losing ground; the distance growing still shorter between the tappings. I saw the asthma likewise beginning again to become more troublesome. I saw the midsummer quarter drawing towards a close.
«Yo vi» cómo el verano se marchitaba, o mejor dicho, cómo el año pasaba sin intención de que llegara el verano. En todo el mes de mayo el sol escaso apareció tres veces. Así que los primeros frutos llegaron a la plenitud de su crecimiento, y a cierta apariencia de madurez, sin adquirir ninguna madurez real; habiendo querido que el calor del sol suavizara y mejorará sus jugos. «Yo vi» a la hidropesía ganar terreno en vez de perderlo; la distancia se acortaba todavía más entre los pinchazos. «Yo vi» que el asma también empezaba a ser más problemática. «Yo vi» el trimestre de verano acercándose a su fin.

#### Varios paralelismos
Se establece un paralelismo entre los movimientos del barco y las fluctuaciones del mal que asalta al paciente: el viento sopla y se produce una remisión, Fielding escribe como si el cuerpo y el barco escaparan por un momento a su doloroso destino; se levanta el ancla mientras el agua se escurre de su magullado vientre; se inflan las velas y el edema pierde su agresividad; el barco se inmoviliza y el cuerpo vuelve a hincharse. Además, el paciente se convierte en representante del hombre que está luchando con fuerzas más allá de su control y su enfermedad se extiende al dominio público. Existe una adecuación entre el cuerpo físico y el cuerpo político, que no solamente se refiere a las leyes fundamentales, sino también a «las costumbres, el comportamiento, los hábitos del pueblo».
La idea del Estado como «cuerpo político» está mencionada a menudo por Fielding cuando se refiere a los males que llama «males cívicos». En The Historical Register, escribe que «la corrupción tiene el mismo efecto en todas las sociedades, en todos los cuerpos, como lo tiene en el cuerpo del hombre, donde se encuentra que siempre lleva a la destrucción total». La codicia y la corrupción de la élite dominante ha sido durante mucho tiempo uno de sus objetivos favoritos; las analogías entre las esferas pública y privada, incluso íntima, están en todas partes en sus polémicos escritos, particularmente en An Enquiry into the Late Increase of Robbers y Fielding se burla de los grandes del mundo y luego inserta este párrafo:

The great Increase of Robberies within these few years, is an Evil which […] seems (tho' already so flagrant) not to have arrived to that Height of which it is capable, and which it is likely to attain: For Diseases in the Political, as in the natural Body, seldom fail going on their Crisis, especially when nourished and encouraged by Faults in the Constitution.
El gran aumento de los robos en los últimos años, es un mal que [...] por muy obvio que sea, parece no haber llegado a esa altura de la que es capaz, ya que los males del cuerpo político, como en el cuerpo físico, rara vez fallan en su crisis, especialmente cuando son alimentadas y alentadas por defectos en la Constitución.

Así, El diario abunda en oscuros análisis de una sociedad viciada a todos los niveles por la corrupción de una élite codiciosa y sin escrúpulos: el Estado está carcomido de principio a fin, la humanidad se entrega al salvajismo y al parasitismo. Las pequeñas extorsiones de los posaderos y barqueros solamente se inspiran en un gobierno que se exime de todos los cargos, los ricos se engordan con redes para tortugas mientras que los pobres tienen el estómago atado por el hambre. Cada piso de la comunidad está podrido, letárgico, asténico, en resumen, el Estado necesita atención médica, y El diario pretende, entre otras cosas, «proponer remedios, ... mostrar cómo se puede curar fácilmente ... y denunciar el vergonzoso descuido de esta falta de tratamiento». Aquí, Fielding compara su lucha contra la enfermedad con su lucha para erradicar el crimen: la metáfora política y la realidad física dan una mano, pero en realidad su lucha pública se libró a expensas de su integridad corporal: cuanto más se reprima el crimen, más florecían la ictericia, la drogadicción y el asma. Fielding estaba succionando el veneno de la sociedad, mientras el veneno se acumulaba en su cuerpo.

#### Un magistrado en libertad
Nathalie Bernard opina que si bien «la experiencia de Henry Fielding como magistrado y periodista influyó profundamente en su último trabajo, los elementos seleccionados [...] no sirven realmente para el proyecto didáctico expuesto. Las numerosas referencias a la comida en la narración llevan al lector a creer que la selección hecha ... durante la preparación de El diario es más una cuestión de obsesión personal que del interés público reivindicado por el texto».
No obstante, parece que Fielding siempre tiene en mente su acción como juez y que su Diario se hace ampliamente eco de ella. Lo utiliza para asesor a los legisladores, haciéndose pasar por un monitor, es decir, «el que advierte de las faltas o informa del deber». De este modo, retoma el papel que desempeñó en sus críticas, en particular en el Jacobite's Journal y en The Covent-Garden Journal, donde, siguiendo el ejemplo de Joseph Addison y Richard Steele, reivindicó el papel de «censor» del reino, en el sentido de que esta función tenía en la Antigua Roma, «el que tiene el poder de corregir los modales». Aquí, sin embargo, se aparta temporalmente de la sátira para recomendar nuevas medidas que puedan romper el cártel de los ricos que mata de hambre al pueblo.
El vínculo entre el magistrado y el autor consciente de escribir su último libro se conserva: hasta el final, Fielding quiso hacerse útil; como él mismo escribe, no sin gravedad, «Dispersé mis diversas observaciones a lo largo de este viaje, más bien bastante satisfecho de terminar mi vida como probablemente la perdí, al servicio de mi país».

## Meandros de ironía
El diario of Fielding, incluso en sus momentos más solemnes, sigue una vena irónica casi ininterrumpida que adopta múltiples formas.

### Hinchazón paródica

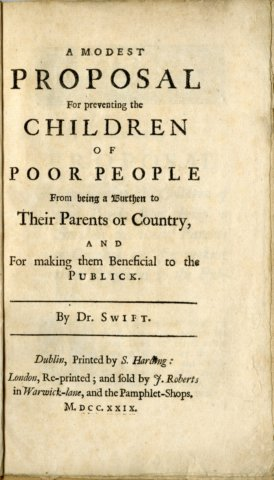
Portada del libro de 1729, ligeramente amarillenta, con los detalles de la publicación de Una modesta proposición.

Es como si el autor fuera incapaz de presentar un argumento serio sin caer en la comedia de la hinchazón paródica. Así, cuando se embarca en una recapitulación de los beneficios del pescado, a la manera de A Proposal for Making an Effectual Provision for the Poor (1753), su afirmación de que un mercado amañado priva a los pobres de este maná se convierte rápidamente en una burla: «Propongo humildemente en primer lugar que todos los pescaderos sean colgados bajo las leyes de la moralidad; aunque algunas mentes más suaves e indecisas pueden haber pensado que el mal podría ser erradicado con métodos más suaves, presumo que hoy en día no hay nadie que juzgue que esta actitud tenga alguna posibilidad de lograr algún resultado». Aquí Fielding procede como lo hizo antes de que Jonathan Swift en Una modesta proposición pudiera proponer el canibalismo como remedio para la hambruna que asolaba Irlanda. La dura afirmación es rápidamente relegada a su lugar apropiado: después de su diatriba contra los glotones y aprovechados que se atiborran de comida a expensas de los que no tienen nada que comer, Fielding añade: «Después de que, sin embargo, me diera un festín real con esta comida, acompañé el descenso con un buen vino de borgoña».

### Grotescas autoridades
En otros pasajes, Fielding hace uso de un modo de ironía más audaz, «extraño» incluso, escribe Tom Keymer, que consiste en socavar sus afirmaciones y propuestas con referencias a autoridades notoriamente grotescas: por ejemplo, comparándose no con Cervantes sino con su imaginativo narrador  metaficcional, Cide Hamete Benengeli. En esto, si es aparentemente fiel a lo que anunció en su prefacio «presentar mis observaciones y recomendaciones con el aire de jugar y reírse de ellas», y está haciendo un buen trabajo, por ejemplo, con una hinchazón obviamente divertida: «Vengo directamente a los elogios que esta obra [su Diario] obviamente merece, de los que ciertamente podría decir mil cosas buenas», o refiriéndose a las teorías de Samuel Richardson sobre la educación para justificar las suyas, asegurando inmediatamente que son buenas solamente para la papelera, y a modo de conclusión declarando su deseo de provocar una auténtica revolución jurídica en el ámbito de los asuntos marítimos, pero similar a la propugnada en The Rehearsal, obra en la que un dramaturgo, director de ideas, da a los actores instrucciones tan absurdas como estrafalarias y críticas de la importancia de su papel.

### Una sospechosa volubilidad

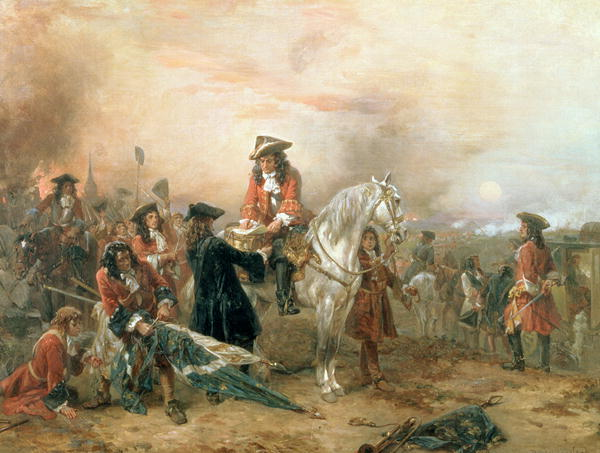
El duque de Marlborough firma un despacho en Blenheim.

Quizás el colmo de la sutileza equívoca se alcanza cuando Fielding pide una pensión póstuma para asegurar a su familia contra la necesidad. Sostiene que tal gesto de las autoridades competentes animaría a los jóvenes magistrados a hacer los mismos esfuerzos que el suyo, y para corroborar su tesis, da dos ejemplos, uno de castigo y otro de recompensa:

For it is very hard, my lord," said a convicted felon at the bar to the late excellent judge Burnet, "to hang a poor man for stealing a horse." "You are not to be hanged sir," answered my ever-honoured and beloved friend, "for stealing a horse, but you are to be hanged that horses may not be stolen". In like manner it might have been said to the late Duke of Marlborough, when the parliament was so deservedly liberal to him, after the battle of Blenheim, "You receive not these honours and bounties on account of a victory past, but that other victories may be obtained.
Porque es muy difícil, mi señor, dijo un criminal convicto en el bar al excelente juez Burnet, colgar a un pobre hombre por robar un caballo. «No debe ser colgado, señor», respondió mi siempre honrado y querido amigo, «por robar un caballo, pero debe ser colgado para que los caballos no sean robados». De la misma manera se le podría haber dicho al difunto duque de Marlborough, cuando el parlamento fue tan merecidamente liberal con él, después de la batalla de Blenheim, «No recibís estos honores y recompensas por una victoria pasada, sino para que se obtengan otras victorias».

A primera vista, el pasaje está claro: el enriquecimiento de Marlborough, que Fielding admiraba, era ampliamente merecido, y el castigo infligido al ladrón por su amigo Burnet estaba totalmente justificado. Sin embargo, la volubilidad de los elogios hace que el comentario sea sospechoso: «el difunto y excelente juez Burnet», «mi amigo siempre honrado y amado» y, además, «un modelo de indulgencia», son todos elogios que contrastan con la frialdad mostrada por este notable magistrado cuando le dice al pobre hombre que le van a romper el cuello. Su volubilidad es tanto más sospechosa cuanto que Fielding ha manifestado reservas sobre la pena capital en otros lugares, expresando su desaprobación del carácter público de los ahorcamientos, recomendando que se lleven a cabo en privado, y llegando incluso a escandalizarse por la dureza de ciertas sentencias, vergonzosamente injustas cuando golpean a pobres padres impulsados a la delincuencia por la necesidad y el deseo: Es «algo terrible», escribió, «que tantos carros de nuestros conciudadanos sean llevados al matadero cada seis semanas». Cuando Fielding se refiere a Burnet, la memoria de Alexander Pope no está lejos, ya que el juez se parece mucho a los de El rizo robado:

The hungry Judges soon the Sentence sign

And Wretches hang that Jury may dine.
Los jueces hambrientos firman pronto la sentencia

Y los pobres son ahorcados para que el jurado pueda cenar.

Es incluso ambiguo cuando el duque de Marlborough es tan abiertamente adulado , ya que este general fue la fuente de uno de los mayores escándalos de su tiempo. Su palacio de Blenheim, pronto se convirtió en fuente de intrigas políticas que le condujeron a su exilio, la desgracia de la duquesa y el daño irreparable a la reputación del arquitecto John Vanbrugh. Jonathan Swift había interferido, comparando el costo de la recompensa con los laureles de un general victorioso en la Antigua Roma, y Fielding ya había asociado a la familia del Primer ministro Robert Walpole, notoriamente ávida de riquezas con los Malborough, escribiendo en 1735 en Craftsman que «la conducta de uno de ellos había demostrado al gobierno su sabiduría, éxito y gloria tal como el otro lo había hecho en el campo de batalla».
Allí terminan los comentarios pérfidamente elogiosos; Fielding vuelve entonces a una breve aclaración de la que se beneficia su estado al referirse indirectamente al ladrón de caballos: «Si no me cuelgan en esta sesión», escribe, «me colgarán en la siguiente».

## ¿Sátira engañosa?
En su prefacio, Fielding hace una vaga alusión a una obra de teatro, de la que no da el título, «de Aphra Behn o Susanna Centlivre», en la que «este vicio de los diarios de viaje es ridiculizado con delicadeza».

### Literatura de viajes: ¿Sátira, parodia o imitación?
Sin duda se refiere sobre todo a The Feign'd Curtezans de Aphra Behn, en el que Timothy Tickletext, tutor de Signal Buffoon, combina la ignorancia de un burdo filisteo con la importancia que se confiere a sí mismo. Tickletext deambula por Roma, a la que considera muy inferior a la capital inglesa, edificios, fuentes, estatuas, iglesias «la más espantosa que he visto jamás», todo lo cual registra en un diario lleno de banalidades sobre el tiempo, los truenos, los relámpagos y la lluvia, según él «los acontecimientos más memorables y notables del día». A su regreso, Tickletext tiene la intención de publicar su obra «por el bien de la nación».
El hecho de que Fielding declare en su propio Diario, en una imagen circunstancial, que quiere alejarse de tal rumbo, parece mostrar que se está burlando de la llamada escritura de viajes. Sin embargo, a menudo cae en la trampa de Tickletext, ciego como está a los esplendores de una capital que, antes de la catástrofe de 1755, era considerada como una de las joyas de Europa; jactándose como lo hace de que la comparación con Inglaterra solamente puede llenarlo de orgullo; proclamando que su trabajo será de «utilidad pública»: en resumen, el lector se queda con la impresión de que paradójicamente la referencia a la obra de Aphra Behn dice abiertamente lo que su libro no debería ser, pero resulta ser en realidad, un ejemplo a tamaño real del género que pretende ridiculizar.

Ruta bajo el mando de George Anson.

Dicho esto, se burla suavemente de la precisión del «libro de viajes» más famoso de la época, Viaje de Anson alrededor del mundo, publicado en .1748, y se apresura a llamar al resto «aburrido hasta la muerte»".
Sin embargo, su Diario muestra que conocía estas obras «aburridas hasta la muerte», sobre todo las que se refieren a Lisboa, como el Account of the Most Remarkable Places and Curiosities in Spain and Portugal (1749) de Udal ap Rhys y Several Years Travels through Portugal, Spain, etc. (1702) de Wiliam Bromley. Este último, en oposición al rey Guillermo III de Inglaterra, tuvo que pasar gran parte de su vida en el extranjero donde viajó, especialmente en la península ibérica: indignado por las procesiones de cuaresma de los monjes a los que consideraba idólatras, no tenía más que desprecio por las iglesias portuguesas y la catedral de Lisboa «estrecha y sin belleza», por no hablar de la ciudad misma, con sus muchas colinas, donde no veía más que un laberinto de calles empinadas y ascendentes entre edificios desproporcionadamente altos, tanto más rebeldes a caminar como la suciedad y el hedor que rezumaban de su humedad ambiental añadían a su malestar.  Por otra parte, Udal ap Rhys, en un estilo convencional, se desmaya con una entusiasta admiración por Lisboa, cuya magnificencia encuentra igual a la de Roma con sus siete colinas: todo es «bello», de «esplendor indecible», de «una infinita variedad de suntuosos edificios»; el campo circundante es «delicioso», atiborrado de frutos «suculentos», embalsamado de flores silvestres «de las más fragantes» como si surgieran «bajo el pie encantador de la amante de un poeta», con las estaciones abolidas en favor de una «eterna primavera». Se trata de una acumulación de banalidades estereotipadas que Fielding evita, después de haberlas reproducido más o menos a primera vista, para luego caer, con el mismo estilo convencional, en su reverso igualmente desproporcionado, el de William Bromley.

### Subversión de las intenciones declaradas
Según Fielding, Homero y Virgilio también compusieron narraciones de viajes a su manera —el propio Homero es considerado por algunos como un escritor de viajes—, y desde la profesión de fe expresada en el prefacio de Joseph Andrews, que define su novela como «una épica cómica en prosa», raramente se apartó de esta forma de escritura. El diario no es una excepción, con múltiples referencias a la Odisea y la Eneida. Hay que reconocer que su prefacio destierra severamente la tentación de tales dispositivos, «tendiendo a pervertir y desdibujar el legado de la antigüedad con rasgos de fantasía». Su relato, señala, no es una obra de ficción, sino que se permite algunos adornos «de estilo y lenguaje, incluso de eventos». Fielding insinúa así que a veces embellece los hechos, lo que luego confirma cuando asimila esta licencia poética al informe del marinero que «relata fielmente lo que ocurrió en su barco, decimos fielmente, aunque a lo sucedido, es permisible suborientar que Tom eligió algunas adiciones, quizás cinco o seis circunstancias sin importancia, como siempre es el caso, entiendo, y también asumir que yo hice lo mismo al contar esta historia».
Una vez más, el lector se enfrenta a una contradicción, como si el narrador pasara su tiempo burlándose de él, denigrando la ficción aquí, e inmediatamente socavando su aparente resolución allí. Las prioridades del Diario son, pues, otras: un material documental neutro tratado de manera artística, es decir, transformado y que a menudo refleja personajes, hechos o escenas ya tratados en las novelas: por ejemplo, se ha observado que la posadera de Ryde, la Sra. Francis, no deja de tener semejanza con la Sra. To-wouse de Joseph Andrews, o incluso con la Sra. Jewkes en Pamela o la virtud recompensada de Samuel Richardson. En resumen, Fielding permanece fiel a su prefacio donde estipula que el efecto literario es tan importante como el hecho en bruto.
Para Tom Keymer, esta forma de romantizar un poco los acontecimientos vividos permite a Fielding parodiar la literatura de viajes de la que afirma destacar, la de Bromley y Rhys, de la que se permite exagerar la xenofobia de uno y contradecir la extravagancia del otro. Así, la anécdota de la captura de un tiburón en el Golfo de Vizcaya le parece «absolutamente conforme a las reglas y costumbres de la literatura de viajes». En cuanto a la insistencia de Fielding en la utilidad pública de su libro, un pasaje de una erudición swiftiana de «pacotilla» en la que hizo un llamamiento solemne para la elección de una «Sociedad de Anticuarios», esto es auto-parodia.

## Parodia clásica
El uso irónicamente pseudo-heroico de la Odisea y la Eneida, en el que Fielding se describe a sí mismo como un retrasado Ulises o Eneas, es más directo, abiertamente dirigido contra sí mismo, cuya postura y destino ridiculiza: juega con la asimilación tradicional de Londres a Troya, y con la leyenda que atribuye a Ulises la fundación de Lisboa.

### Ecos patéticos

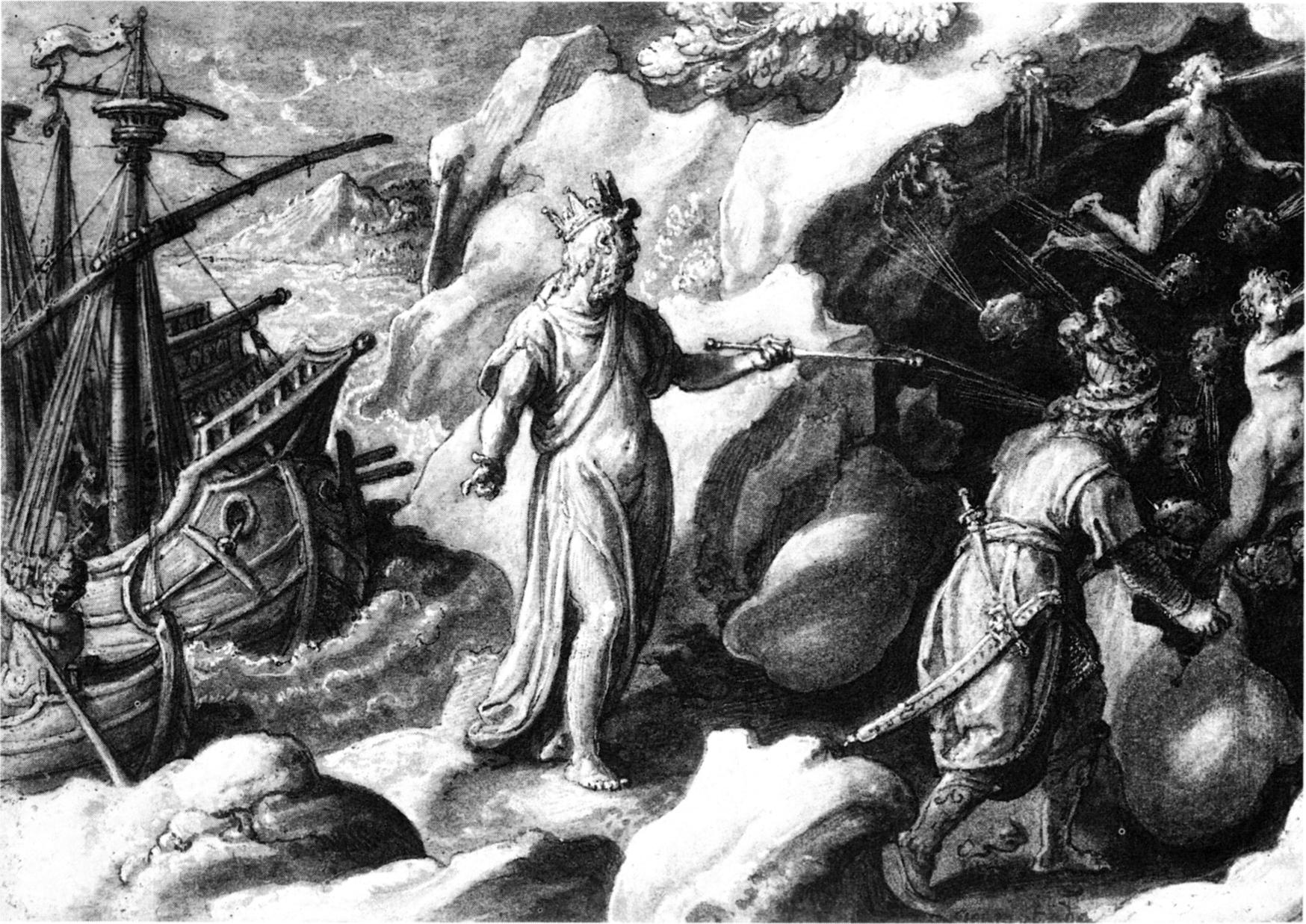
Stradanus, Odysseus in the Cave of the Winds (Róterdam, Museo Boijmans Van Beuningen). A la izquierda, su barco varado, Ulises y sus compañeros penetran a la derecha en la oscura cueva de los vientos.

Algunos ecos son evidentes. Así, cuando asimila su salida de Londres al vuelo de Eneas fuera de Troya, la comparación es explícita: «el mismo viento que Juno habría pedido a Eolo si Eneas hubiera tenido que poner rumbo a Lisboa en nuestras latitudes ». una analogía retomada en la última página.
A veces las alusiones son bromas personales, como cuando compara a la posadera de Ryde, la Sra. Francis, con una furia doblegada por una bruja de una isla lejana donde los «pocos salvajes que la habitan tienen poco que ver con la humanidad excepto su forma».

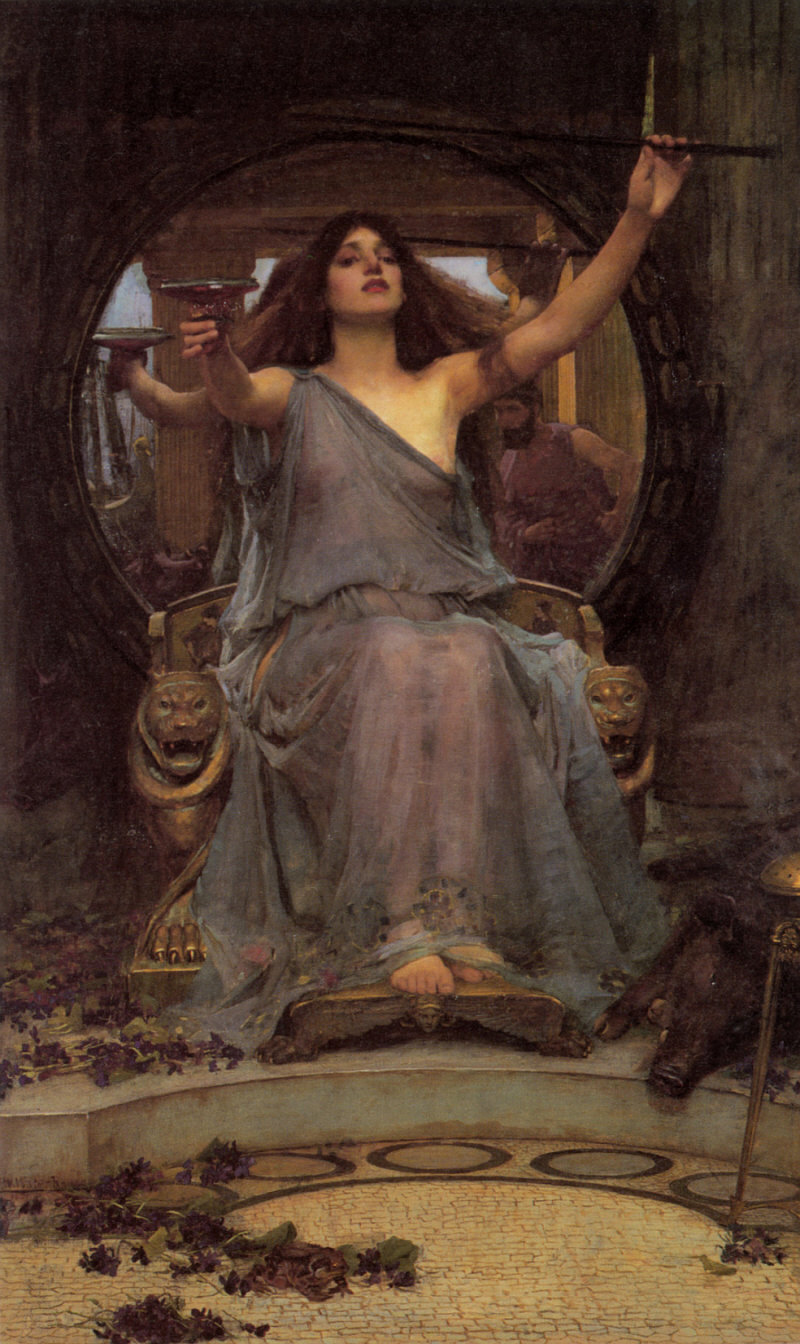
Circe ofreciendo la copa a Odiseo, por John William Waterhouse. Circe en un trono, rodeada de signos mágicos, con una copa en la mano.

El efecto de desorientación se ve realzado por la descripción del campo circundante, el exuberante verdor, la exuberante flora, tanto que implícitamente la isla de Wight se convierte en Eea, la Isla de Circe, y la Sra. Francis, una especie de Circe rebajada, que hechiza a sus víctimas en ausencia de deliciosos venenos. Durante su paso por la isla, Fielding escribió, obtuvo el veneno de Southampton, atribuyendo misteriosamente esta comida, que disfruta de la bondad de la Fortuna: se identifica así con Odiseo sumido en las delicias de Eea, repitiendo los dos versos de la Odisea que el rey, con un ciervo al hombro, pronuncia a sus compañeros a su regreso de la cacería.
Al final, estos juegos analógicos sobre fragmentos de épicas antiguas adquieren un tono melancólico porque la pequeña banalidad cotidiana de los hechos así narrados, termina por jurar con las leyendas heroicas tomadas como referencia. Parece haber un desequilibrio patético entre un autor moribundo y los héroes conquistadores. Fielding ya había publicado en 1743 una obra titulada A Voyage from this World to the Next: vuelve aquí al tema que desarrolló allí, pero con la inminencia del paso de uno a otro; los vientos no soplan hacia Ítaca, la tierra natal, y sin duda la prometida nueva Troya será el último infierno en la tierra.

### Subversión y nostalgia
Para Nathalie Bernard, Fielding emprendió finalmente una verdadera desmitificación de los grandes textos griegos y latinos y, en su último Diario, «tradujo sus maravillosas aventuras en términos realistas y racionales, reservando al mismo tiempo el uso del estilo épico para los mediocres acontecimientos y personajes encontrados durante su travesía»; su tesis retoma la teoría de Mijaíl Bajtín, que escribe: «El pasado absoluto de los dioses, semidioses y héroes se actualiza en parodias y especialmente en travestis; se le menosprecia, se le representa a nivel de actualidad, en su marco habitual, en el lenguaje de su tiempo».
Basándose en la definición de Gérard Genette de intertextualidad, «una relación de copresencia entre dos o más textos», Nathalie Bernard indica en primer lugar que, en El diario de Fielding, esta copresencia se extiende a muchos escritos ingleses, por ejemplo, la comedia de John Crowe, Sir County Nice, o incluso el Macbeth de Shakespeare, pero también El espíritu de las leyes de Montesquieu, son en efecto los antiguos cuentos maravillosos, las épicas de Homero y Virgilio, las Metamorfosis de Ovidio, las Sátiras de Horacio, son los que más se solicitan. El primer objetivo de estas referencias es confirmar con su erudición el carácter caballeroso de las cartas de este pasajero, frente a los individuos, muy ordinarios, mencionados en su libro, como el comandante y su sobrino, ambos incultos, o la Sra. Francis la tacaña y poco atractiva posadera, o los celosos y maleducados aduaneros portugueses, creando incluso una relación de fuerza y autoridad con el lector que, si es erudito, sigue los meandros de las citas y, si no, es abandonado a su suerte.

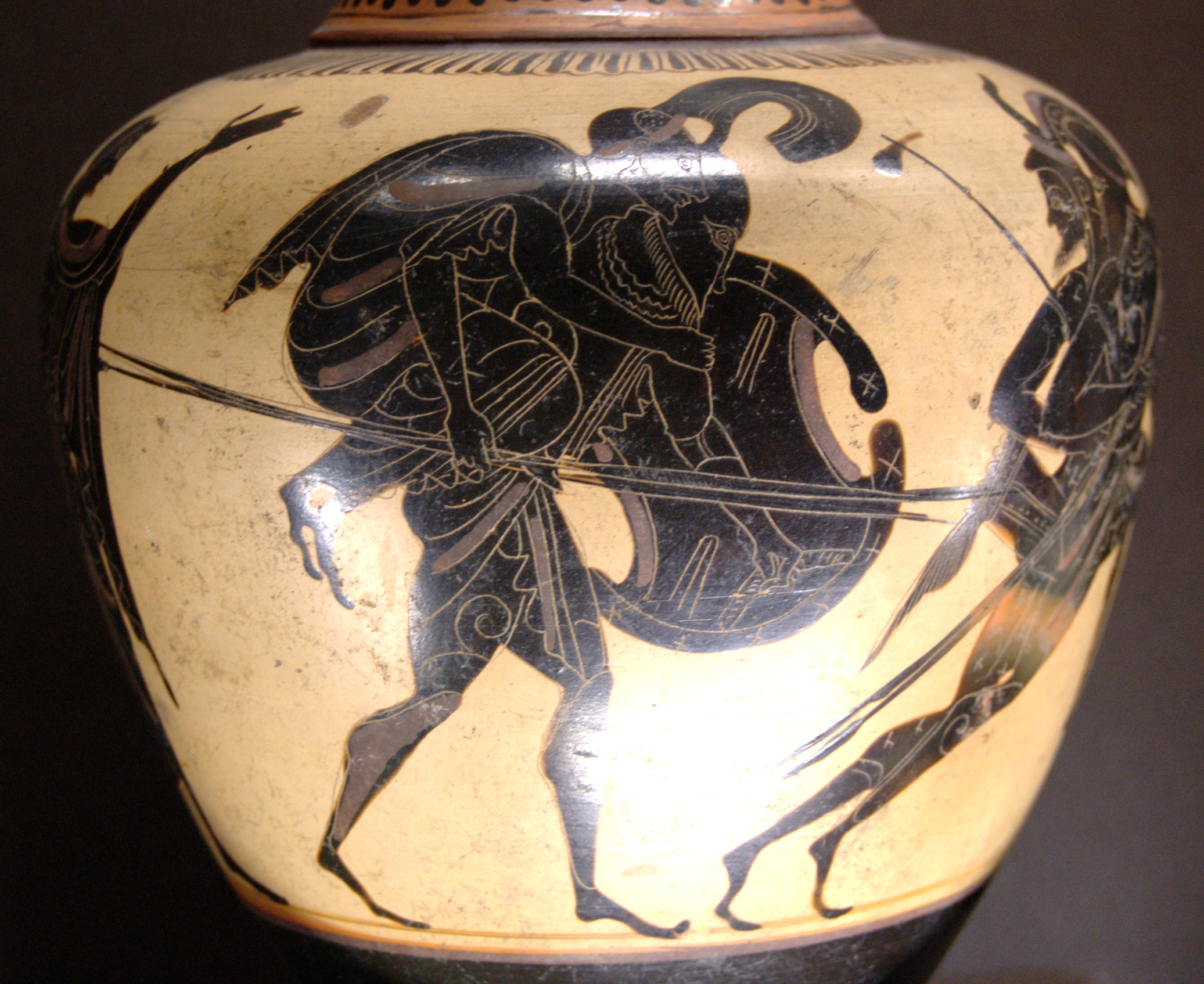
Eneas deja a Troya, con su padre en sus brazos, enócoe de figuras negras, c. 520-520 a. C., Museo del Louvre.

Las obras imaginarias y mitológicas de la Antigüedad quedan así reducidas a la condición de documentos didácticos, modelos instructivos, antepasados de su Diario en el que Fielding realiza un ejercicio de descodificación que convierte su extraordinario en una alegoría de situaciones banales, una verdadera «literalización», de la literatura maravillosa: las muchachas de los salones de juego y de los burdeles son como Circe cautivando a los hombres; la vulgar posadera de Ryde embriaga a la tripulación hasta el punto de hacerlos también «cerdos»; el irrisorio comandante esboza una vaga lucha contra los vientos, una pálida réplica de Ulises desafiando las olas; y el doloroso heroísmo del pasajero participa, mutatis mutandis, en la epopeya de la vida cotidiana. Además, según la introducción, de la que se ha hecho amplio eco, Fielding el magistrado deja la capital inglesa purificada de su submundo, como el rey de Ítaca dejando una Troya aniquilada, y no es el amo de su esquife ni volverá a su isla natal, al menos, como Eneas ganando el Lazio, navega hacia una nueva patria, no la heredera de Roma a pesar de sus siete colinas, sino quizás una Troya que un caballo no se comerá esta vez, a juzgar por la meticulosa severidad de las leyes que acogen a los pasajeros de esta nave extranjera de más allá de los océanos, y por lo tanto a priori sospechosa.
Esta relectura desmitificada de las antiguas epopeyas recurre a menudo al estilo heroísta-cómico para representar los acontecimientos ordinarios y los personajes mediocres de los encuentros. Así, la trivialidad del mundo es desafiada por su yuxtaposición con la dignidad heroica, cuya sublimidad es socavada por su oposición a lo desagradable de la vida. Al invocar antiguos intertextos, El diario traduce las desilusiones y preguntas de un hombre que sabe que está condenado y evalúa el heroísmo épico por los tormentos muy reales de los que es víctima: «Si su vida resulta ser más trivial que en las épicas míticas, el heroísmo no es menos sublime por ser más humano». Así, la vida y la literatura cohabitan hasta la cita final de las Sátiras de Horacio, que marca la concomitancia entre la narración y el viaje. El viaje a través de las páginas llega a su fin al igual que el viaje sobre el agua: a partir de ahora, Fielding mide la distancia entre su vida y un cuento épico, disfrutándolo e indignándose por ello al mismo tiempo, maravillándose también por ello, ya que su voz, confundida con la del autor de las Sátiras, revela que a pesar de todo, sigue confiando en el poder de los encantos de la imaginación triunfando al final sobre la oscura o mediocre realidad.

## Conclusión general
Quedan cinco únicas cartas de Fielding a su hermanastro John, dos escritas a bordo del Queen of Portugal y tres en Lisboa, divertidas o enfadadas, para informar sobre el nuevo Diario.
La comedia permanece allí, como lo demuestra la descripción del criado William regresando inmediatamente a Inglaterra, arrastrado por el poderoso flujo de una borrachera de vino portugués, o la expresión de su propia nostalgia por la comida familiar, lo que le llevó a pedirle a su hermano John que enviara un cocinero en el primer barco, o el coqueteo, considerado grotesco, de Richard Veal, el comandante de setenta años, seduciendo a Isabella Ash, la criada de Mary Fielding, y prometiéndole matrimonio, o los continuos gemidos, suspiros y lágrimas de la misma Mary, inconsolable por haber tenido que exiliarse lejos de su tierra natal.

### El comandante Richard Veal

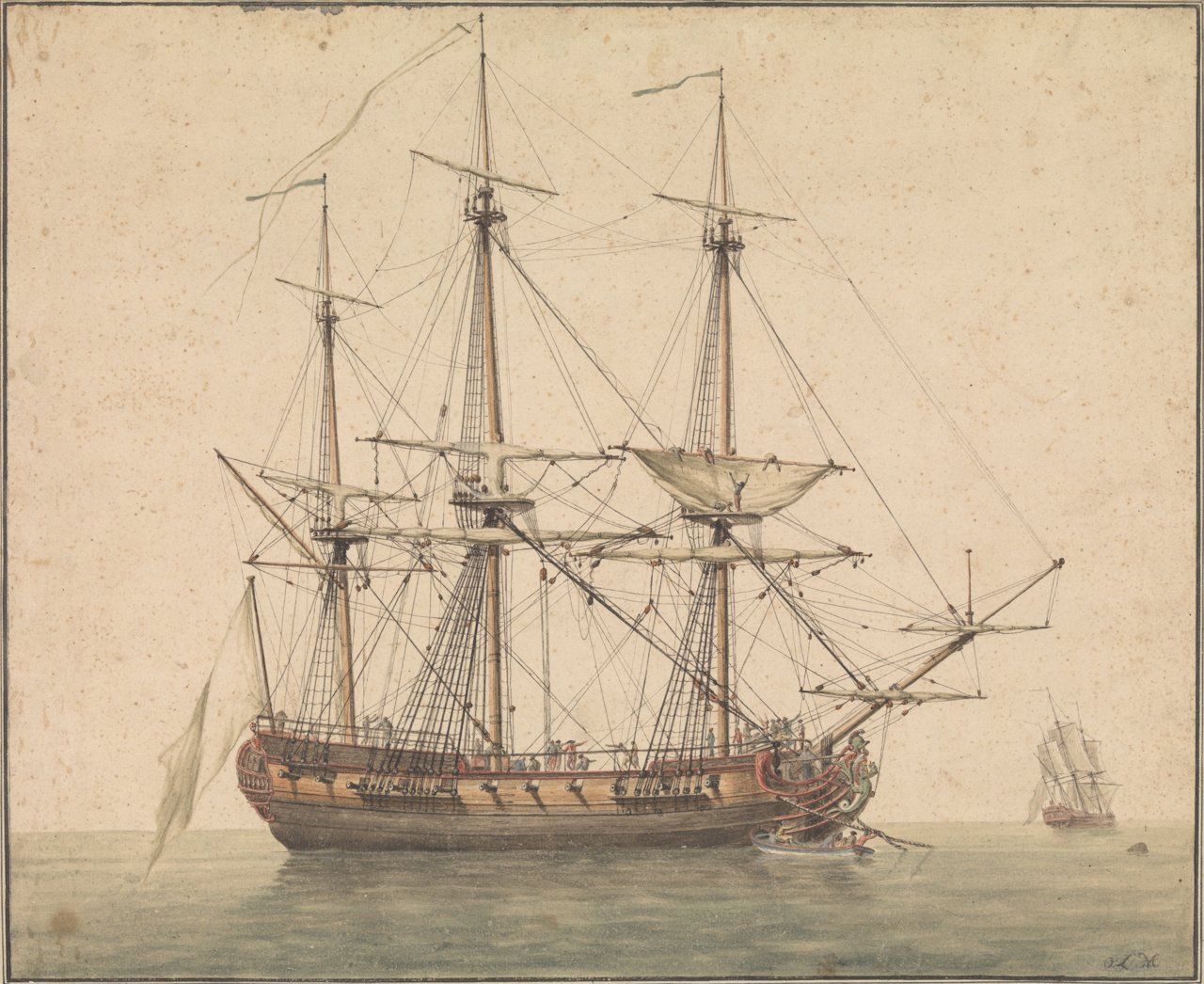
Un barco de 6.º rango (o fragata de 12), de los que los corsarios utilizaban en las guerras comerciales.

El comandante Richard Veal es uno de los personajes centrales de El diario. Parece que Fielding estaba bastante fascinado por este hombre, que lo había frecuentado antes de embarcar y luego a bordo durante seis semanas y en Lisboa antes de partir a Londres, y que, en el camarote que compartían los dos hombres, le contó sus hazañas pasadas. En su Diario da frecuentes visiones de la vida de este marinero: cuarenta y seis años de navegación, aventuras, muchas victorias, algunos reveses. Pero protege su anonimato manteniendo su identidad en secreto, llegando incluso a dar un nombre falso del sitio en el que sirvió durante la Guerra del Asiento.
Este interés puede explicarse por la extraordinaria vida de este oficial, que era entonces una persona tranquila y calmada, al mando de un barco que navegaba de ida y vuelta entre Gran Bretaña y Portugal. Probablemente nacido en Exeter en enero de 1686, su juventud sigue siendo poco conocida. Se había casado con Margaret Brown en 1733, con quien tuvo disputas legales sobre la propiedad y que murió en julio de 1734. En mayo de 1735 se volvió a casar en la catedral de San Pablo de Londres con Jane King, de dieciocho años, hija de un comerciante local, que murió en abril de 1754, poco antes de que Fielding le conociera. Comandó varios barcos, comenzando su carrera en las Saudades. Sus aventuras como corsario parecen haber comenzado en 1744 cuando la guerra con España se extendía a Francia, a bordo del Hunter, una fragata de cuatrocientas toneladas, con doscientos hombres y veinticuatro cañones. Varias naves enemigas fueron atrapadas en el abordaje. En 1745, recibió el mando del Inspector con el que incautó varios barcos mercantes entre Martinica y Cádiz. Sin embargo, en 1748, una violenta tormenta hizo que el Inspector se desviara hacia la bahía de Tánger, donde perdió noventa hombres; Veal y los oficiales fueron rescatados por el HMS Phoenix, pero la tripulación fue capturada y se convirtieron en esclavos de un potentado local, lo que desencadenó una controversia que Gentleman's Magazine y otras gacetas mantuvieron durante años. Los últimos supervivientes no fueron liberados hasta 1750, y uno de ellos publicó un violento relato de su cautiverio a su regreso, en el que el comandante Veal y sus oficiales fueron acusados de cobardía.
Este fiasco no desanimó al oficial que reanudó el servicio en el Dreadnought con el que capturó el Bellona, y luego sembró el terror en la costa este de España, enviando al menos cuatro barcos de carga al fondo y apoderándose de un prestigioso barco de la marina mercante francesa, el Assomption de Marsella, cargado de vino, coñac, aceites, harina, jabón y otros botines por valor de 10.000 libras. Veal tuvo algunos problemas con la ley, ya que algunas de sus capturas fueron impugnadas como pertenecientes a la corona. El Dreadnought parece haber sido su último comando como corsario y de 1740 a 1755 comandó a la Queen of Portugal en la que Fielding se había embarcado. Sus rotaciones entre Londres, Lisboa y Madeira le permitieron ser el primero en informar sobre el terremoto de Lisboa del 1 de noviembre de 1755. En marzo de 1756 tomó el mando de un nuevo barco, el Prince of Wales, pero murió en junio de ese año. No se sabe si alguna vez leyó El diario de Fielding.

### Algunas calificaciones sobre Lisboa

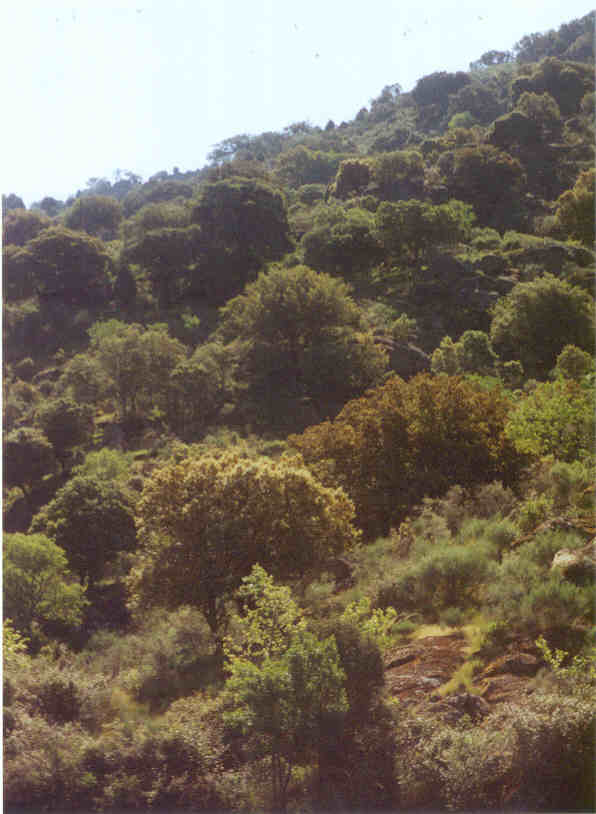
Arboleda húmeda de Quercus ilex (encinas).

Solamente la llegada a Portugal se menciona brevemente en dos párrafos al principio de las dos páginas de la última entrada «miércoles 7 de agosto», algunos comentarios cáusticos sobre las primeras impresiones de la ciudad, en particular una comparación devastadora con Palmira:

If a man was suddenly removed from Palmyra thither, and should take a view of no other city, in how glorious a light would the ancient architecture appear to him? And what desolation and destruction of arts and sciences would he conclude had happened between the several areas of these cities.
Si un hombre fuera repentinamente trasladado de Palmira hasta aquí, sin contemplar ninguna otra ciudad, ¿con qué luz tan gloriosa le parecería la arquitectura antigua? Y qué desolación y destrucción de las artes y las ciencias concluiría que había ocurrido entre las diversas áreas de estas ciudades.

Para obtener más información, debemos referirnos a las pocas cartas enviadas durante los días siguientes a su hermano John. Fielding se sorprende, por ejemplo, por la cantidad de procesiones que recorren las calles. De hecho, el invierno anterior ha sido muy seco, la tierra parece cocida por el sol y la atmósfera sigue siendo sofocante. En marzo de ese mismo año, George Whitfield ya había advertido las procesiones religiosas que iban de convento en convento para «implorar la bendición del cielo que tanto ansiaba la lluvia». También evoca el «castillo de Bellisle» Torre de Belém, la ciudadela de Lisboa, y fue con miras a esta fortificación que alquiló una villa en un distrito que llamó the Kensington of England, and where the Court now reside («El Kensington de Inglaterra donde ahora reside la Corte»). Finalmente, entre algunos otros detalles, se refiere a un inglés, al parecer un ermitaño, que pudo haber venido del convento encaramado en lo alto de la Roca de Lisboa —o una de las cuarenta y dos ermitas de la región. de Sintra, la ciudad vecina—, comúnmente conocido como el «Convento de las encinas» (Cork convent) ya que la humedad del lugar favorece la proliferación de esta especie Quercus ilex.

## La muerte de Fielding y una posible clave deEl diario...
La muerte de Fielding, el 8 de octubre de 1754, es en sí misma llena de humor, aunque macabra: ocho días después, el Public Advertiser publicó la buena noticia de que la salud del novelista era perfecta, que la gota le había abandonado y que su apetito había vuelto a ser excelente. El periódico lamentó amargamente estas líneas un mes después, pero durante el resto del siglo los peregrinos buscaron en vano la tumba de su ídolo en el cementerio inglés de Lisboa, y no fue hasta 1830 que se erigió un monumento de forma algo aleatoria —en un lugar seleccionado por suposición—, por lo que Dora Quillinan, escribió en 1847 que «quizás cubrió los huesos de un idiota».
Sin duda el propio Fielding da la clave de su Diario: en el prefacio cita un famoso pasaje atribuido a Pseudo-Longino que, comparando la Odisea con la Ilíada, evoca un «océano en calma», un «sol poniente»", un «reflujo de la grandeza de Homero», y concluye que «la grandeza permanece pero sin intensidad». 
La referencia a Pseudo-Longino señala en primer lugar que El diario no es una última novela, sino una última obra; en efecto, es de la Odisea y no de la Ilíada de la que tomó prestadas sus comparaciones y metáforas, que acompañaron a los tortuosos meandros de la Queen of Portugal, a veces frenados por los vientos en reposo y las mareas menguantes, y a veces arrastrados por los embates del océano.
No lejos de Lisboa, casi al final del viaje, los pasajeros observaron desde la cubierta la noche más serena que podían imaginar, ni una nube en el cielo, el sol cayendo en majestad, el horizonte todavía bañado en llamas, y una luna llena ofreciéndose sin adornos: «Comparado con tanto esplendor -escribió Fielding-, los dorados del teatro, la pompa de las cortes apenas merecen la consideración de un niño».
Esta es la despedida de Henry Fielding del mundo de las letras, de los asuntos de estado, del escenario y de los honores; ahora contempla el dulce espectáculo de la caída de la noche.
Su esposa, Mary Daniel Fielding, le sobreviviría durante casi medio siglo, ya que murió en 1802 a la edad de ochenta años. Tras la muerte de su marido, se mudó cerca de Canterbury a la casa de su hijo Ralph Allen, llamada así por el famoso amigo de la familia, donde residió el resto de su vida.